# Јадранска лига у кошарци 2021/22 - Регуларна сезона
Јадранска лига у кошарци 2021/22 — Регуларна сезона је 21. сезона регионалне кошаркашке лиге. Регуларна сезона АБА лиге је почела 24. септембра 2021. године, а завршава се у 11. априла 2022. године. Након одиграних свих 26. кола у регуларном делу, поседњепласирана екипа ће испасти из лиге, претпоследњи тим ће играти бараж са другопласираном екипом из Друге АБА лиге. Тимови који заузму од првог до шестог места играће плеј-оф АБА лиге.

## Учесници у сезони 2021/22.
| Клуб                | Место         | Дворана                           | Капацитет |
| ------------------- | ------------- | --------------------------------- | --------- |
| Борац Чачак         | Чачак         | Хала Борца крај Мораве            | 4.000     |
| Будућност ВОЛИ      | Подгорица     | Спортски центар Морача            | 6.000     |
| Задар               | Задар         | Дворана Крешимир Ћосић            | 10.000    |
| Игокеа м:тел        | Александровац | Спортска дворана Лакташи          | 3.050     |
| Крка                | Ново Место    | Спортска дворана Леон Штукељ      | 2.500     |
| Мега Моцарт         | Београд       | Хала спортова Ранко Жеравица      | 5.000     |
| Морнар-Барско злато | Бар           | Спортска дворана Тополица         | 2.625     |
| Партизан НИС        | Београд       | Штарк арена                       | 18.386    |
| Сплит               | Сплит         | Спортски центар Грипе             | 3.500     |
| СЦ Дерби            | Подгорица     | Спортски центар Морача            | 6.000     |
| ФМП Меридијан       | Београд       | Дворана Железник                  | 3.000     |
| Цедевита Олимпија   | Љубљана       | Арена Стожице                     | 12.480    |
| Цибона              | Загреб        | Кошаркашки центар Дражен Петровић | 5.400     |
| Црвена звезда мтс   | Београд       | Хала Александар Николић           | 8.150     |

## Табела и статистика
|     | Тим                 | Игр. | Поб. | Изг. | П+   | П-   | П+/- | Бод |
| --- | ------------------- | ---- | ---- | ---- | ---- | ---- | ---- | --- |
| 1.  | Црвена звезда МТС   | 26   | 24   | 2    | 2140 | 1819 | +321 | 50  |
| 2.  | Партизан НИС        | 26   | 22   | 4    | 2178 | 1840 | +338 | 48  |
| 3.  | Будућност ВОЛИ      | 26   | 19   | 7    | 2102 | 1902 | +200 | 45  |
| 4.  | Цедевита Олимпија   | 26   | 18   | 8    | 2205 | 2056 | +149 | 44  |
| 5.  | Игокеа м:тел        | 26   | 15   | 11   | 2053 | 1959 | +94  | 41  |
| 6.  | ФМП Меридијан       | 26   | 14   | 12   | 2121 | 2097 | +24  | 40  |
| 7.  | СЦ Дерби            | 26   | 12   | 14   | 2107 | 2212 | -105 | 38  |
| 8.  | Цибона              | 26   | 11   | 15   | 2014 | 2005 | +9   | 37  |
| 9.  | Морнар Барско злато | 26   | 10   | 16   | 1986 | 2056 | -70  | 36  |
| 10. | Мега Моцарт         | 26   | 10   | 16   | 2043 | 2101 | -58  | 36  |
| 11. | Борац Чачак         | 26   | 9    | 17   | 1962 | 2098 | -136 | 35  |
| 12. | Задар               | 26   | 8    | 18   | 1899 | 2046 | -147 | 34  |
| 13. | Сплит               | 26   | 6    | 20   | 1848 | 2102 | -254 | 32  |
| 14. | Крка                | 26   | 4    | 22   | 1813 | 2178 | -365 | 30  |

Легенда:

### Табела — полусезона
|    | Тим                 | Игр. | Поб. | Изг. | П+   | П-   | П+/- | Бод |
| -- | ------------------- | ---- | ---- | ---- | ---- | ---- | ---- | --- |
| 1  | Црвена звезда мтс   | 13   | 12   | 1    | 1090 | 873  | +217 | 25  |
| 2  | Партизан НИС        | 13   | 10   | 3    | 1003 | 890  | +113 | 23  |
| 3  | Будућност ВОЛИ      | 13   | 10   | 3    | 1051 | 939  | +112 | 23  |
| 4  | ФМП Меридијан       | 13   | 10   | 3    | 1084 | 1058 | +26  | 23  |
| 5  | Цедевита Олимпија   | 13   | 8    | 5    | 1085 | 1013 | +72  | 21  |
| 6  | Игокеа м:тел        | 13   | 7    | 6    | 1027 | 998  | +29  | 20  |
| 7  | Мега Моцарт         | 13   | 6    | 7    | 1045 | 1020 | +25  | 19  |
| 8  | Цибона              | 13   | 5    | 8    | 982  | 987  | -5   | 18  |
| 9  | Морнар-Барско злато | 13   | 5    | 8    | 997  | 1019 | -22  | 18  |
| 10 | СЦ Дерби            | 13   | 5    | 8    | 1054 | 1154 | -100 | 18  |
| 11 | Задар               | 13   | 4    | 9    | 914  | 981  | -67  | 17  |
| 12 | Борац               | 13   | 4    | 9    | 984  | 1062 | -78  | 17  |
| 13 | Крка                | 13   | 3    | 10   | 917  | 1083 | -166 | 16  |
| 14 | Сплит               | 13   | 2    | 11   | 903  | 1059 | -156 | 15  |

### Табела — други део
|    | Тим                 | Игр. | Поб. | Изг. | П+   | П-   | П+/- | Бод |
| -- | ------------------- | ---- | ---- | ---- | ---- | ---- | ---- | --- |
| 1  | Партизан НИС        | 13   | 12   | 1    | 1175 | 950  | +225 | 25  |
| 2  | Црвена звезда мтс   | 13   | 12   | 1    | 1050 | 946  | +104 | 25  |
| 3  | Цедевита Олимпија   | 13   | 10   | 3    | 1120 | 1043 | +77  | 23  |
| 4  | Будућност ВОЛИ      | 13   | 9    | 4    | 1051 | 963  | +88  | 22  |
| 5  | Игокеа м:тел        | 13   | 8    | 5    | 1026 | 961  | +65  | 21  |
| 6  | СЦ Дерби            | 13   | 7    | 6    | 1053 | 1058 | -5   | 20  |
| 7  | Цибона              | 13   | 6    | 7    | 1032 | 1018 | +14  | 19  |
| 8  | Морнар-Барско злато | 13   | 5    | 8    | 989  | 1037 | -48  | 18  |
| 9  | Борац               | 13   | 5    | 8    | 978  | 1036 | -58  | 18  |
| 10 | ФМП Меридијан       | 13   | 4    | 9    | 1037 | 1039 | -2   | 17  |
| 11 | Задар               | 13   | 4    | 9    | 985  | 1065 | -80  | 17  |
| 12 | Мега Моцарт         | 13   | 4    | 9    | 998  | 1081 | -83  | 17  |
| 13 | Сплит               | 13   | 4    | 9    | 945  | 1043 | -98  | 17  |
| 14 | Крка                | 13   | 1    | 12   | 896  | 1095 | -199 | 14  |

### Табела — домаћин
|    | Тим                 | Игр. | Поб. | Изг. | П+   | П-   | П+/- | Бод |
| -- | ------------------- | ---- | ---- | ---- | ---- | ---- | ---- | --- |
| 1  | Црвена звезда мтс   | 13   | 13   | 0    | 1111 | 876  | +235 | 26  |
| 2  | Партизан НИС        | 13   | 11   | 2    | 1160 | 929  | +231 | 24  |
| 3  | Будућност ВОЛИ      | 13   | 11   | 2    | 1109 | 936  | +173 | 24  |
| 4  | Игокеа м:тел        | 13   | 10   | 3    | 1055 | 945  | +110 | 23  |
| 5  | СЦ Дерби            | 13   | 9    | 4    | 1094 | 1072 | +22  | 22  |
| 6  | Цедевита Олимпија   | 13   | 8    | 5    | 1080 | 980  | +100 | 21  |
| 7  | ФМП Меридијан       | 13   | 8    | 5    | 1090 | 1069 | +21  | 21  |
| 8  | Цибона              | 13   | 6    | 7    | 1017 | 975  | +42  | 19  |
| 9  | Мега Моцарт         | 13   | 6    | 7    | 1051 | 1039 | +12  | 19  |
| 10 | Морнар-Барско злато | 13   | 6    | 7    | 1002 | 1025 | -23  | 19  |
| 11 | Задар               | 13   | 5    | 8    | 934  | 964  | -30  | 18  |
| 12 | Сплит               | 13   | 5    | 8    | 996  | 1030 | -34  | 18  |
| 13 | Борац               | 13   | 5    | 8    | 946  | 980  | -34  | 18  |
| 14 | Крка                | 13   | 4    | 9    | 954  | 1052 | -98  | 17  |

### Табела — гост
|    | Тим                 | Игр. | Поб. | Изг. | П+   | П-   | П+/- | Бод |
| -- | ------------------- | ---- | ---- | ---- | ---- | ---- | ---- | --- |
| 1  | Партизан НИС        | 13   | 11   | 2    | 1018 | 911  | +107 | 24  |
| 2  | Црвена звезда мтс   | 13   | 11   | 2    | 1029 | 943  | +86  | 24  |
| 3  | Цедевита Олимпија   | 13   | 10   | 3    | 1125 | 1076 | +49  | 23  |
| 4  | Будућност ВОЛИ      | 13   | 8    | 5    | 993  | 966  | +27  | 21  |
| 5  | ФМП Меридијан       | 13   | 6    | 7    | 1031 | 1028 | +3   | 19  |
| 6  | Игокеа м:тел        | 13   | 5    | 8    | 998  | 1014 | -16  | 18  |
| 7  | Цибона              | 13   | 5    | 8    | 997  | 1030 | -33  | 18  |
| 8  | Морнар-Барско злато | 13   | 4    | 9    | 984  | 1031 | -47  | 17  |
| 9  | Мега Моцарт         | 13   | 4    | 9    | 992  | 1062 | -70  | 17  |
| 10 | Борац               | 13   | 4    | 9    | 1016 | 1118 | -102 | 17  |
| 11 | Задар               | 13   | 3    | 10   | 965  | 1082 | -117 | 16  |
| 12 | СЦ Дерби            | 13   | 3    | 10   | 1013 | 1140 | -127 | 16  |
| 13 | Сплит               | 13   | 1    | 12   | 852  | 1072 | -220 | 14  |
| 14 | Крка                | 13   | 0    | 13   | 859  | 1126 | -267 | 13  |

## Резултати
Домаћини су наведени у левој колони.
| Екипа               | БОР    | БУД   | ЗАД    | ИГО   | КРК    | МЕГ   | МОР   | ПАР   | СПЛ    | СЦД    | ФМП   | ЦОЛ    | ЦИБ   | ЦЗВ   |
| ------------------- | ------ | ----- | ------ | ----- | ------ | ----- | ----- | ----- | ------ | ------ | ----- | ------ | ----- | ----- |
| Борац Чачак         | XXX    | 76:82 | 79:73  | 61:88 | 77:68  | 80:68 | 91:78 | 68:86 | 59:64  | 89:80  | 77:80 | 76:85  | 59:62 | 54:66 |
| Будућност ВОЛИ      | 97:73  | XXX   | 84:69  | 81:68 | 110:64 | 83:69 | 85:69 | 72:80 | 75:66  | 78:70  | 82:72 | 93:91  | 90:65 | 76:80 |
| Задар               | 70:56  | 65:63 | XXX    | 64:77 | 78:71  | 81:85 | 71:76 | 73:78 | 61:59  | 71:76  | 83:80 | 77:92  | 67:68 | 73:83 |
| Игокеа м:тел        | 91:89  | 79:82 | 79:67  | XXX   | 108:81 | 79:63 | 70:57 | 68:70 | 85:67  | 83:67  | 73:61 | 83:101 | 82:72 | 75:68 |
| Крка                | 90:97  | 72:84 | 80:66  | 59:72 | XXX    | 62:79 | 89:80 | 63:79 | 87:84  | 87:70  | 60:93 | 83:90  | 52:87 | 70:71 |
| Мега Моцарт         | 85:91  | 87:81 | 70:72  | 71:81 | 73:72  | XXX   | 70:83 | 68:97 | 78:65  | 101:68 | 82:89 | 104:75 | 93:89 | 69:76 |
| Морнар Барско злато | 85:90  | 62:73 | 86:84  | 82:76 | 74:65  | 79:75 | XXX   | 64:66 | 81:65  | 82:88  | 82:78 | 79:101 | 77:87 | 69:77 |
| Партизан НИС        | 75:68  | 75:66 | 103:72 | 83:70 | 92:45  | 90:93 | 95:83 | XXX   | 109:49 | 79:57  | 74:69 | 89:96  | 98:77 | 98:84 |
| Сплит               | 66:80  | 61:72 | 80:92  | 89:77 | 87:77  | 81:80 | 76:67 | 59:69 | XXX    | 94:101 | 85:90 | 79:83  | 77:76 | 62:66 |
| СЦ Дерби            | 88:74  | 89:84 | 94:78  | 93:90 | 86:76  | 83:62 | 76:95 | 83:93 | 77:70  | XXX    | 85:76 | 80:88  | 93:87 | 67:99 |
| ФМП Меридијан       | 90:82  | 77:79 | 83:76  | 89:81 | 87:76  | 79:86 | 83:81 | 80:86 | 93:77  | 104:99 | XXX   | 75:77  | 76:71 | 74:98 |
| Цедевита Олимпија   | 83:80  | 79:84 | 73:74  | 80:70 | 88:56  | 92:81 | 79:59 | 81:79 | 86:60  | 88:78  | 89:92 | XXX    | 80:84 | 82:83 |
| Цибона              | 89:74  | 73:80 | 80:73  | 77:82 | 90:52  | 89:84 | 65:82 | 61:79 | 84:65  | 90:75  | 66:69 | 79:82  | XXX   | 74:78 |
| Црвена звезда МТС   | 109:62 | 71:63 | 91:69  | 85:66 | 76:56  | 81:67 | 81:74 | 71:56 | 97:61  | 94:84  | 90:82 | 79:64  | 86:72 | XXX   |

## Резултати по колима
| 1. коло, 24—27.9.2021. |        |
| Морнар — Цибона        | 77:87  |
| Ц. звезда — Сплит      | 97:61  |
| Игокеа — Борац         | 91:89  |
| Цед. Олимпија — Крка   | 88:56  |
| Мега Моцарт — СЦ Дерби | 101:68 |
| Будућност — ФМП        | 82:72  |
| Задар — Партизан       | 73:78  |

| 2. коло, 30.9—4.10.2021. |       |
| Сплит — Партизан         | 59:69 |
| СЦ Дерби — Задар         | 94:78 |
| ФМП — Игокеа             | 89:81 |
| Крка — Морнар            | 89:80 |
| Борац — Цед. Олимпија    | 76:85 |
| Цибона — Мега Моцарт     | 89:84 |
| Ц. звезда — Будућност    | 71:63 |

| 3. коло, 8—11.10.2021. |       |
| Задар — Цибона         | 67:68 |
| Морнар — Борац         | 85:90 |
| Партизан — СЦ Дерби    | 79:57 |
| Мега Моцарт — Крка     | 73:72 |
| Будућност — Сплит      | 75:66 |
| Игокеа — Ц. звезда     | 75:68 |
| Цед. Олимпија — ФМП    | 89:92 |

| 4. коло, 15—18.10.2021.   |        |
| Цибона — Партизан         | 61:79  |
| Будућност — Игокеа        | 81:68  |
| Сплит — СЦ Дерби          | 94:101 |
| Крка — Задар              | 80:66  |
| Борац — Мега Моцарт       | 80:68  |
| ФМП — Морнар              | 83:81  |
| Ц. звезда — Цед. Олимпија | 79:64  |

| 5. коло, 22—25.10.2021.   |       |
| Игокеа — Сплит            | 85:67 |
| Задар — Борац             | 70:56 |
| Партизан — Крка           | 92:45 |
| Мега Моцарт — ФМП         | 82:89 |
| Морнар — Ц. звезда        | 69:77 |
| Цед. Олимпија — Будућност | 79:84 |
| СЦ Дерби — Цибона         | 93:87 |

| 6. коло, 30.10—1.11.2021. |        |
| Игокеа — Цед. Олимпија    | 83:101 |
| Борац — Партизан          | 68:86  |
| Крка — СЦ Дерби           | 87:70  |
| ФМП — Задар               | 83:76  |
| Будућност — Морнар        | 85:69  |
| Сплит — Цибона            | 77:76  |
| Ц. звезда — Мега Моцарт   | 81:67  |

| 7. коло, 5—8.11.2021.   |       |
| СЦ Дерби — Борац        | 88:74 |
| Цед. Олимпија — Сплит   | 86:60 |
| Партизан — ФМП          | 74:69 |
| Морнар — Игокеа         | 82:76 |
| Мега Моцарт — Будућност | 87:81 |
| Задар — Ц. звезда       | 73:83 |
| Цибона — Крка           | 90:52 |

| 8. коло, 12—14.11.2021. |        |
| ФМП — СЦ Дерби          | 104:99 |
| Сплит — Крка            | 87:77  |
| Борац — Цибона          | 59:62  |
| Будућност — Задар       | 84:69  |
| Цед. Олимпија — Морнар  | 79:59  |
| Игокеа — Мега Моцарт    | 79:63  |
| Ц. звезда — Партизан    | 71:56  |

| 9. коло, 19—22.11.2021.     |        |
| Задар — Игокеа              | 64:77  |
| Цибона — ФМП                | 66:69  |
| Крка — Борац                | 90:97  |
| Партизан — Будућност        | 75:66  |
| Мега Моцарт — Цед. Олимпија | 104:75 |
| Морнар — Сплит              | 81:65  |
| СЦ Дерби — Ц. звезда        | 67:99  |

| 10. коло, 3—6.12.2021. |       |
| Сплит — Борац          | 66:80 |
| Морнар — Мега Моцарт   | 79:75 |
| Игокеа — Партизан      | 68:70 |
| ФМП — Крка             | 87:76 |
| Цед. Олимпија — Задар  | 73:74 |
| Будућност — СЦ Дерби   | 78:70 |
| Ц. звезда — Цибона     | 86:72 |

| 11. коло, 10—12.12.2021. |       |
| Борац — ФМП              | 77:80 |
| Крка — Ц. звезда         | 70:71 |
| Партизан — Цед. Олимпија | 89:96 |
| СЦ Дерби — Игокеа        | 93:90 |
| Мега Моцарт — Сплит      | 78:65 |
| Цибона — Будућност       | 73:80 |
| Задар — Морнар           | 71:76 |

| 12. коло, 14. и 17—19.12.2021. |        |
| ФМП — Сплит                    | 93:77  |
| Игокеа — Цибона                | 82:72  |
| Морнар — Партизан              | 64:66  |
| Цед. Олимпија — СЦ Дерби       | 88:78  |
| Будућност — Крка               | 110:64 |
| Мега Моцарт — Задар            | 70:72  |
| Ц. звезда — Борац              | 109:62 |

| 13. коло, 25—28.12.2021.      |       |
| СЦ Дерби — Морнар             | 76:95 |
| ФМП — Ц. звезда               | 74:98 |
| Крка — Игокеа                 | 59:72 |
| Задар — Сплит                 | 61:59 |
| Борац — Будућност             | 76:82 |
| Цибона — Цед. Олимпија        | 79:82 |
| Партизан — Мега Моцарт (20.1) | 90:93 |

| 14. коло, 2—3.1.2022.         |        |
| Борац — Игокеа                | 61:88  |
| Крка — Цед. Олимпија          | 83:90  |
| Сплит — Ц. звезда             | 62:66  |
| Цибона — Морнар               | 65:82  |
| Партизан — Задар              | 103:72 |
| СЦ Дерби — Мега Моцарт (10.2) | 83:62  |
| ФМП — Будућност (8.4)         | 77:79  |

| 15. коло, 5. и 9.1.2022.     |        |
| Партизан — Сплит             | 109:49 |
| Мега Моцарт — Цибона         | 93:89  |
| Игокеа — ФМП (3.2.)          | 73:61  |
| Цед. Олимпија — Борац (16.4) | 83:80  |
| Морнар — Крка (16.4)         | 74:65  |
| Будућност — Ц. звезда (16.4) | 76:80  |
| Задар — СЦ Дерби (18.4)      | 71:76  |

| 16. коло, 14—15.1.2022.    |       |
| СЦ Дерби — Партизан        | 83:93 |
| Крка — Мега Моцарт (22.4)  | 62:79 |
| Цибона — Задар (22.4)      | 80:73 |
| ФМП — Цед. Олимпија (22.4) | 75:77 |
| Борац — Морнар (23.4)      | 91:78 |
| Ц. звезда — Игокеа (23.4)  | 85:66 |
| Сплит — Будућност (23.4)   | 61:72 |

| 17. коло, 21—24.1.2022.   |       |
| Задар — Крка              | 78:71 |
| Морнар — ФМП              | 82:78 |
| Мега Моцарт — Борац       | 85:91 |
| Игокеа — Будућност        | 79:82 |
| Цед. Олимпија — Ц. звезда | 82:83 |
| СЦ Дерби — Сплит          | 77:70 |
| Партизан — Цибона (15.4)  | 98:77 |

| 18. коло, 28—30.1.2022.   |       |
| Крка — Партизан           | 63:79 |
| Сплит — Игокеа            | 89:77 |
| Борац — Задар             | 79:73 |
| Цибона — СЦ Дерби         | 90:75 |
| ФМП — Мега Моцарт         | 79:86 |
| Ц. звезда — Морнар        | 81:74 |
| Будућност — Цед. Олимпија | 93:91 |

| 19. коло, 4—7.2.2022.   |       |
| СЦ Дерби — Крка         | 86:76 |
| Партизан — Борац        | 75:68 |
| Морнар — Будућност      | 62:73 |
| Задар — ФМП             | 83:80 |
| Цед. Олимпија — Игокеа  | 80:70 |
| Мега Моцарт — Ц. звезда | 69:76 |
| Цибона — Сплит          | 84:65 |

| 20. коло, 11—14.2.2022. |       |
| Крка — Цибона           | 52:87 |
| Сплит — Цед. Олимпија   | 79:83 |
| Игокеа — Морнар         | 70:57 |
| ФМП — Партизан          | 80:86 |
| Будућност — Мега Моцарт | 86:69 |
| Ц. звезда — Задар       | 91:69 |
| Борац — СЦ Дерби        | 89:80 |

| 21. коло, 5—7.3.2022.  |        |
| Морнар — Цед. Олимпија | 79:101 |
| Задар — Будућност      | 65:63  |
| Мега Моцарт — Игокеа   | 71:81  |
| Цибона — Борац         | 89:74  |
| Партизан — Ц. звезда   | 98:84  |
| Крка — Сплит           | 87:84  |
| СЦ Дерби — ФМП         | 85:76  |

| 22. коло, 11—14.3.2022.     |       |
| Игокеа — Задар              | 79:67 |
| Сплит — Морнар              | 76:67 |
| Борац — Крка                | 77:68 |
| Цед. Олимпија — Мега Моцарт | 92:81 |
| Будућност — Партизан        | 72:80 |
| ФМП — Цибона                | 76:71 |
| Ц. звезда — СЦ Дерби        | 94:84 |

| 23. коло, 19—21.3.2022. |       |
| Задар — Цед. Олимпија   | 77:92 |
| Партизан — Игокеа       | 83:70 |
| СЦ Дерби — Будућност    | 89:84 |
| Мега Моцарт — Морнар    | 70:83 |
| Крка — ФМП              | 60:93 |
| Борац — Сплит           | 59:64 |
| Цибона — Ц. звезда      | 74:78 |

| 24. коло, 26—28. и 31.3.2022. |       |
| Игокеа — СЦ Дерби             | 83:67 |
| ФМП — Борац                   | 90:82 |
| Цед. Олимпија — Партизан      | 81:79 |
| Морнар — Задар                | 86:84 |
| Будућност — Цибона            | 90:65 |
| Ц. звезда — Крка              | 76:56 |
| Сплит — Мега Моцарт           | 81:80 |

| 25. коло, 1—3. и 20.4.2022. |       |
| Цибона — Игокеа             | 77:82 |
| Крка — Будућност            | 72:84 |
| Сплит — ФМП                 | 85:90 |
| Партизан — Морнар           | 95:83 |
| СЦ Дерби — Цед. Олимпија    | 80:88 |
| Задар — Мега Моцарт         | 81:85 |
| Борац — Ц. звезда (20.4)    | 54:66 |

| 26. коло, 8—11.4.2022. |        |
| Сплит — Задар          | 80:92  |
| Морнар — СЦ Дерби      | 82:88  |
| Мега Моцарт — Партизан | 68:97  |
| Игокеа — Крка          | 108:81 |
| Цед. Олимпија — Цибона | 80:84  |
| Ц. звезда — ФМП        | 90:82  |
| Будућност — Борац      | 97:73  |

Легенда:
 Дерби мечеви

## Успешност и форма тимова (календарски, а не по колима)
|    | Екипа               | 1 | 2 | 3 | 4 | 5 | 6 | 7 | 8 | 9 | 10 | 11 | 12 | 13 | 14 | 15 | 16 | 17 | 18 | 19 | 20 | 21 | 22 | 23 | 24 | 25 | 26 |
| -- | ------------------- | - | - | - | - | - | - | - | - | - | -- | -- | -- | -- | -- | -- | -- | -- | -- | -- | -- | -- | -- | -- | -- | -- | -- |
| 1  | Борац Чачак         | 1 | 2 | 3 | 4 | 5 | 6 | 7 | 8 | 9 | 10 | 11 | 12 | 13 | 14 | 17 | 18 | 19 | 20 | 21 | 22 | 23 | 24 | 26 | 15 | 25 | 16 |
| 2  | Будућност ВОЛИ      | 1 | 2 | 3 | 4 | 5 | 6 | 7 | 8 | 9 | 10 | 11 | 12 | 13 | 17 | 18 | 19 | 20 | 21 | 22 | 23 | 24 | 25 | 14 | 26 | 15 | 16 |
| 3  | Задар               | 1 | 2 | 3 | 4 | 5 | 6 | 7 | 8 | 9 | 10 | 11 | 12 | 13 | 14 | 17 | 18 | 19 | 20 | 21 | 22 | 23 | 24 | 25 | 26 | 15 | 16 |
| 4  | Игокеа м:тел        | 1 | 2 | 3 | 4 | 5 | 6 | 7 | 8 | 9 | 10 | 11 | 12 | 13 | 14 | 17 | 18 | 15 | 19 | 20 | 21 | 22 | 23 | 24 | 25 | 26 | 16 |
| 5  | Крка                | 1 | 2 | 3 | 4 | 5 | 6 | 7 | 8 | 9 | 10 | 11 | 12 | 13 | 14 | 17 | 18 | 19 | 20 | 21 | 22 | 23 | 24 | 25 | 26 | 15 | 16 |
| 6  | Мега Моцарт         | 1 | 2 | 3 | 4 | 5 | 6 | 7 | 8 | 9 | 10 | 11 | 12 | 13 | 15 | 17 | 18 | 19 | 14 | 20 | 21 | 22 | 23 | 24 | 25 | 26 | 16 |
| 7  | Морнар Барско злато | 1 | 2 | 3 | 4 | 5 | 6 | 7 | 8 | 9 | 10 | 11 | 12 | 13 | 14 | 17 | 18 | 19 | 20 | 21 | 22 | 23 | 24 | 25 | 26 | 15 | 16 |
| 8  | Партизан НИС        | 1 | 2 | 3 | 4 | 5 | 6 | 7 | 8 | 9 | 10 | 11 | 12 | 13 | 14 | 15 | 16 | 18 | 19 | 20 | 21 | 22 | 23 | 24 | 25 | 26 | 17 |
| 9  | Сплит               | 1 | 2 | 3 | 4 | 5 | 6 | 7 | 8 | 9 | 10 | 11 | 12 | 13 | 14 | 15 | 17 | 18 | 19 | 20 | 21 | 22 | 23 | 24 | 25 | 26 | 16 |
| 10 | СЦ Дерби            | 1 | 2 | 3 | 4 | 5 | 6 | 7 | 8 | 9 | 10 | 11 | 12 | 13 | 16 | 17 | 18 | 19 | 14 | 20 | 21 | 22 | 23 | 24 | 25 | 26 | 15 |
| 11 | ФМП Меридијан       | 1 | 2 | 3 | 4 | 5 | 6 | 7 | 8 | 9 | 10 | 11 | 12 | 13 | 17 | 18 | 15 | 19 | 20 | 21 | 22 | 23 | 24 | 25 | 14 | 26 | 16 |
| 12 | Цедевита Олимпија   | 1 | 2 | 3 | 4 | 5 | 6 | 7 | 8 | 9 | 10 | 11 | 12 | 13 | 14 | 17 | 18 | 19 | 20 | 21 | 22 | 23 | 24 | 25 | 26 | 15 | 16 |
| 13 | Цибона              | 1 | 2 | 3 | 4 | 5 | 6 | 7 | 8 | 9 | 10 | 11 | 12 | 13 | 14 | 15 | 18 | 19 | 20 | 21 | 22 | 23 | 24 | 25 | 26 | 17 | 16 |
| 14 | Црвена звезда МТС   | 1 | 2 | 3 | 4 | 5 | 6 | 7 | 8 | 9 | 10 | 11 | 12 | 13 | 14 | 17 | 18 | 19 | 20 | 21 | 22 | 23 | 24 | 26 | 15 | 25 | 16 |

Легенда:
- број се односи на коло у коме је меч одигран

| Најдужи победнички низ | Црвена звезда МТС | 15 утакмица |
| Најдужи губитнички низ | Крка              | 12 утакмица |

## Позиције на табели по колима
|    | Екипа               | 1  | 2  | 3  | 4  | 5  | 6  | 7  | 8  | 9  | 10 | 11 | 12 | 13 | 14 | 15 | 16 | 17 | 18 | 19 | 20 | 21 | 22 | 23 | 24 | 25 | 26 |
| -- | ------------------- | -- | -- | -- | -- | -- | -- | -- | -- | -- | -- | -- | -- | -- | -- | -- | -- | -- | -- | -- | -- | -- | -- | -- | -- | -- | -- |
| 1  | Борац Чачак         | 8  | 11 | 9  | 8  | 10 | 11 | 11 | 11 | 10 | 9  | 10 | 11 | 12 | 12 | 12 | 11 | 11 | 11 | 11 | 11 | 11 | 10 | 11 | 11 | 11 | 11 |
| 2  | Будућност ВОЛИ      | 5  | 6  | 6  | 3  | 3  | 3  | 3  | 3  | 4  | 4  | 4  | 4  | 3  | 3  | 3  | 3  | 3  | 3  | 3  | 3  | 3  | 3  | 4  | 3  | 3  | 3  |
| 3  | Задар               | 9  | 13 | 12 | 13 | 12 | 12 | 12 | 13 | 14 | 13 | 13 | 12 | 11 | 11 | 11 | 12 | 12 | 12 | 12 | 12 | 12 | 12 | 12 | 12 | 12 | 12 |
| 4  | Игокеа м:тел        | 7  | 8  | 8  | 10 | 5  | 7  | 9  | 7  | 7  | 7  | 8  | 6  | 6  | 6  | 6  | 6  | 6  | 6  | 6  | 5  | 5  | 5  | 5  | 5  | 5  | 5  |
| 5  | Крка                | 12 | 10 | 10 | 9  | 11 | 8  | 10 | 10 | 11 | 12 | 12 | 13 | 13 | 13 | 13 | 13 | 13 | 13 | 13 | 14 | 13 | 14 | 14 | 14 | 14 | 14 |
| 6  | Мега Моцарт         | 2  | 5  | 5  | 7  | 9  | 10 | 8  | 9  | 8  | 8  | 6  | 7  | 7  | 7  | 7  | 7  | 7  | 7  | 7  | 8  | 9  | 9  | 9  | 10 | 9  | 10 |
| 7  | Морнар Барско злато | 10 | 12 | 13 | 12 | 13 | 14 | 13 | 14 | 12 | 11 | 11 | 10 | 9  | 8  | 8  | 8  | 8  | 8  | 10 | 10 | 10 | 11 | 10 | 9  | 10 | 9  |
| 8  | Партизан НИС        | 6  | 4  | 1  | 1  | 1  | 1  | 1  | 1  | 2  | 2  | 2  | 2  | 2  | 2  | 2  | 2  | 2  | 2  | 2  | 2  | 2  | 2  | 2  | 2  | 2  | 2  |
| 9  | Сплит               | 14 | 14 | 14 | 14 | 14 | 13 | 14 | 12 | 13 | 14 | 14 | 14 | 14 | 14 | 14 | 14 | 14 | 14 | 14 | 13 | 14 | 13 | 13 | 13 | 13 | 13 |
| 10 | СЦ Дерби            | 13 | 9  | 11 | 11 | 7  | 9  | 7  | 8  | 9  | 10 | 9  | 9  | 10 | 9  | 9  | 9  | 9  | 9  | 8  | 9  | 8  | 8  | 7  | 7  | 7  | 7  |
| 11 | ФМП Меридијан       | 11 | 7  | 7  | 4  | 4  | 4  | 4  | 4  | 3  | 3  | 3  | 3  | 4  | 4  | 5  | 5  | 5  | 5  | 5  | 6  | 7  | 6  | 6  | 6  | 6  | 6  |
| 12 | Цедевита Олимпија   | 3  | 2  | 3  | 6  | 8  | 5  | 5  | 5  | 5  | 5  | 5  | 5  | 5  | 5  | 4  | 4  | 4  | 4  | 4  | 4  | 4  | 4  | 3  | 4  | 4  | 4  |
| 13 | Цибона              | 4  | 3  | 2  | 5  | 6  | 6  | 6  | 6  | 6  | 6  | 7  | 8  | 8  | 10 | 10 | 10 | 10 | 10 | 9  | 7  | 6  | 7  | 8  | 8  | 8  | 8  |
| 14 | Црвена звезда МТС   | 1  | 1  | 4  | 2  | 2  | 2  | 2  | 2  | 1  | 1  | 1  | 1  | 1  | 1  | 1  | 1  | 1  | 1  | 1  | 1  | 1  | 1  | 1  | 1  | 1  | 1  |

## Утакмице

### 1. коло
| 24.09.2021. 1 | Морнар-Барско злато                                                                 | 77–87                                 | Цибона                                                                       | Бар |  |
| 18:00         | Четвртине: 16:28, 16:23, 27:16, 18:20                                               | Четвртине: 16:28, 16:23, 27:16, 18:20 | Четвртине: 16:28, 16:23, 27:16, 18:20                                        | |  |
| Арена спорт   | Поени: Михаиловић, Јеремић 18 Скокови: Смит 8 Асистенције: Дејвис 7 Индекс: Смит 19 | Извештај                              | Поени: Пркачин 24 Скокови: Риверс 7 Асистенције: Гњидић 8 Индекс: Пркачин 30 | Арена: Спортска дворана Тополица Гледалаца: 1.000 Судије: Урош Николић, Миливоје Јовчић, Урош Обркнежевић МВП: Роко Пркачин (ЦИБ) |  |

| 24.09.2021. 1 | Црвена звезда мтс                                                                                   | 97–61                                 | Сплит                                                                      | Београд |  |
| 20:00         | Четвртине: 22:16, 31:12, 22:13, 22:20                                                               | Четвртине: 22:16, 31:12, 22:13, 22:20 | Четвртине: 22:16, 31:12, 22:13, 22:20                                      | |  |
| Арена спорт   | Поени: Ивановић 20 Скокови: Ивановић, Цирбес 6 Асистенције: Ивановић, Калинић 6 Индекс: Ивановић 35 | Извештај                              | Поени: Чампара 10 Скокови: Жганец 5 Асистенције: Руњић 4 Индекс: Жганец 13 | Арена: Хала Александар Николић Гледалаца: 2.476 Судије: Милан Недовић, Денис Хаџић, Стефан Ћалић МВП: Никола Ивановић (ЦЗВ) |  |

| 25.09.2021. 1 | Игокеа м:тел                                                                              | 91–89                                 | Борац                                                                                    | Лакташи |  |
| 17:00         | Четвртине: 21:15, 26:27, 19:31, 25:16                                                     | Четвртине: 21:15, 26:27, 19:31, 25:16 | Четвртине: 21:15, 26:27, 19:31, 25:16                                                    | |  |
| Арена спорт   | Поени: Старкс, Робинсон 15 Скокови: Раданов 7 Асистенције: Старкс 7 Индекс: три играча 18 | Извештај                              | Поени: Хол, Тодоровић 17 Скокови: три играча 6 Асистенције: Лопез 9 Индекс: Тодоровић 21 | Арена: Спортска дворана Лакташи Гледалаца: 700 Судије: Милош Кољеншић, Игор Драгојевић, Радош Савовић МВП: Немања Тодоровић (БОР) |  |

| 25.09.2021. 1 | Цедевита Олимпија                                                               | 88–56                                | Крка                                                                         | Љубљана |  |
| 21:00         | Четвртине: 18:15, 26:12, 27:9, 17:20                                            | Четвртине: 18:15, 26:12, 27:9, 17:20 | Четвртине: 18:15, 26:12, 27:9, 17:20                                         | |  |
| Арена спорт   | Поени: Кин 17 Скокови: Мурић, Кармајкл 6 Асистенције: Рупник 8 Индекс: Огист 25 | Извештај                             | Поени: Гибс 10 Скокови: Френч 5 Асистенције: Френч, Мацура 3 Индекс: Гибс 12 | Арена: Арена Стожице Гледалаца: 1.000 Судије: Илија Белошевић, Марко Јурас, Крунослав Пеић МВП: Зак Огист (ЦОЛ) |  |

| 26.09.2021. 1 | Мега Моцарт                                                                      | 101–68                               | СЦ Дерби                                                                                   | Београд |  |
| 12:00         | Четвртине: 23:21, 28:6, 28:20, 22:21                                             | Четвртине: 23:21, 28:6, 28:20, 22:21 | Четвртине: 23:21, 28:6, 28:20, 22:21                                                       | |  |
| Арена спорт   | Поени: Казалон 17 Скокови: Балцеровски 9 Асистенције: Смит 12 Индекс: Казалон 26 | Извештај                             | Поени: Вињалес, Едвардс 17 Скокови: три играча 4 Асистенције: Павлићевић 5 Индекс: Маги 14 | Арена: Хала спортова Ранко Жеравица Гледалаца: 450 Судије: Томислав Хордов, Лука Кардум, Томислав Вовк МВП: Малколм Казалон (МЕГ) |  |

| 26.09.2021. 1 | Будућност ВОЛИ                                                              | 92–82                                 | ФМП Меридијан                                                                             | Подгорица |  |
| 19:00         | Четвртине: 26:20, 20:17, 18:22, 18:13                                       | Четвртине: 26:20, 20:17, 18:22, 18:13 | Четвртине: 26:20, 20:17, 18:22, 18:13                                                     | |  |
| Арена спорт   | Поени: Кобс 18 Скокови: Атић 9 Асистенције: Баровић 3 Индекс: Кобс, Сили 18 | Извештај                              | Поени: Џонс 13 Скокови: Невелс, Неранџић 5 Асистенције: Тасић 5 Индекс: Џонс, Неранџић 14 | Арена: Спортски центар Морача Гледалаца: 0 Судије: Јосип Радојковић, Бојан Круљац, Томислав Стапић МВП: Џастин Кобс (БУД) |  |

| 27.09.2021. 1 | Задар                                                                        | 73–78                                 | Партизан НИС                                                                   | Задар |  |
| 18:00         | Четвртине: 21:21, 13:21, 20:18, 19:18                                        | Четвртине: 21:21, 13:21, 20:18, 19:18 | Четвртине: 21:21, 13:21, 20:18, 19:18                                          | |  |
| Арена спорт   | Поени: Вуковић 16 Скокови: Вуковић 7 Асистенције: Мавра 5 Индекс: Вуковић 16 | Извештај                              | Поени: Пантер, Мур 14 Скокови: Ледеј 10 Асистенције: Пантер 4 Индекс: Ледеј 19 | Арена: Дворана Крешимир Ћосић Гледалаца: 0 Судије: Матеј Болтаузер, Дамир Јавор, Едо Јавор МВП: Зак Ледеј (ПАР) |  |

### 2. коло
| 30.09.2021. 2 | Сплит                                                                         | 59–69                                | Партизан НИС                                                                        | Сплит |  |
| 16:30         | Четвртине: 15:17, 9:21, 19:15, 16:16                                          | Четвртине: 15:17, 9:21, 19:15, 16:16 | Четвртине: 15:17, 9:21, 19:15, 16:16                                                | |  |
| Арена спорт   | Поени: Перковић 17 Скокови: Жганец 11 Асистенције: Меклин 4 Индекс: Жганец 20 | Извештај                             | Поени: Ледеј 15 Скокови: Смаилагић 13 Асистенције: Смаилагић 5 Индекс: Смаилагић 29 | Арена: Спортски центар Грипе Гледалаца: 1.000 Судије: Игор Драгојевић, Милош Кољеншић, Ернад Каровић МВП: Ален Смаилагић (ПАР) |  |

| 01.10.2021. 2 | СЦ Дерби                                                                      | 94–78                                 | Задар                                                                                | Подгорица |  |
| 18:00         | Четвртине: 17:20, 26:21, 28:20, 23:17                                         | Четвртине: 17:20, 26:21, 28:20, 23:17 | Четвртине: 17:20, 26:21, 28:20, 23:17                                                | |  |
| Арена спорт   | Поени: Маги 20 Скокови: Баћовић 10 Асистенције: Вињалес 11 Индекс: Вињалес 24 | Извештај                              | Поени: Картер 19 Скокови: Вуковић 10 Асистенције: Џордано, Мавра 4 Индекс: Картер 29 | Арена: Спортски центар Морача Гледалаца: 100 Судије: Урош Николић, Радош Арсенијевић, Иван Стефановић МВП: Џастин Картер (ЗАД) |  |

| 01.10.2021. 2 | ФМП Меридијан                                                                       | 89–81                                 | Игокеа м:тел                                                                         | Београд |  |
| 20:00         | Четвртине: 29:23, 17:15, 21:22, 22:21                                               | Четвртине: 29:23, 17:15, 21:22, 22:21 | Четвртине: 29:23, 17:15, 21:22, 22:21                                                | |  |
| Арена спорт   | Поени: Радоњић, Неранџић 18 Скокови: Изунду 8 Асистенције: Џоунс 9 Индекс: Џоунс 23 | Извештај                              | Поени: Волер 14 Скокови: Раданов, Ђорђевић 6 Асистенције: Старкс 6 Индекс: Јошило 21 | Арена: Дворана Железник Гледалаца: 682 Судије: Урош Обркнежевић, Драган Поробић, Александар Милојевић МВП: Брајс Џоунс (ФМП) |  |

| 02.10.2021. 2 | Крка                                                                              | 89–80                                 | Морнар-Барско злато                                                                    | Ново Место |  |
| 17:00         | Четвртине: 25:28, 20:10, 21:16, 23:26                                             | Четвртине: 25:28, 20:10, 21:16, 23:26 | Четвртине: 25:28, 20:10, 21:16, 23:26                                                  | |  |
| Арена спорт   | Поени: Стипчевић 33 Скокови: Френч 8 Асистенције: Лапорник 6 Индекс: Стипчевић 36 | Извештај                              | Поени: Михаиловић 21 Скокови: три играча 3 Асистенције: Гордић 6 Индекс: Михаиловић 23 | Арена: Спортска дворана Леон Штукељ Гледалаца: 300 Судије: Јосип Радојковић, Марко Јурас, Марко Пецељ МВП: Рок Стипчевић (КРК) |  |

| 03.10.2021. 2 | Борац                                                                           | 76–85                                 | Цедевита Олимпија                                                               | Чачак |  |
| 19:00         | Четвртине: 12:24, 22:20, 14:24, 28:17                                           | Четвртине: 12:24, 22:20, 14:24, 28:17 | Четвртине: 12:24, 22:20, 14:24, 28:17                                           | |  |
| Арена спорт   | Поени: Лопез 12 Скокови: Пецарски 8 Асистенције: Ђоковић 4 Индекс: Томашевић 12 | Извештај                              | Поени: Пулен 23 Скокови: Огист 12 Асистенције: четири играча 3 Индекс: Пулен 27 | Арена: Хала Борца крај Мораве Гледалаца: 1.000 Судије: Томислав Хордов, Денис Хаџић, Гордан Терлевић МВП: Џејкоб Пулен (ЦОЛ) |  |

| 04.10.2021. 2 | Цибона                                                                       | 89–840(OT)                                             | Мега Моцарт                                                                            | Загреб |  |
| 18:00         | Четвртине: 19:22, 14:25, 26:14, 19:17, Продужеци: 11:6                       | Четвртине: 19:22, 14:25, 26:14, 19:17, Продужеци: 11:6 | Четвртине: 19:22, 14:25, 26:14, 19:17, Продужеци: 11:6                                 | |  |
| Арена спорт   | Поени: Риверс 24 Скокови: Риверс 13 Асистенције: Вилдоза 3 Индекс: Риверс 36 | Извештај                                               | Поени: Симанић 21 Скокови: Матковић, Симанић 9 Асистенције: Смит 12 Индекс: Симанић 28 | Арена: Кошаркашки центар Дражен Петровић Гледалаца: 500 Судије: Саша Пукл, Матеј Болтаузер, Матеј Шпендл МВП: Нејтан Риверс (ЦИБ) |  |

| 04.10.2021. 2 | Црвена звезда мтс                                                                 | 71–63                                | Будућност ВОЛИ                                                                 | Београд |  |
| 21:00         | Четвртине: 19:14, 18:15, 8:18, 26:16                                              | Четвртине: 19:14, 18:15, 8:18, 26:16 | Четвртине: 19:14, 18:15, 8:18, 26:16                                           | |  |
| Арена спорт   | Поени: Митровић 19 Скокови: Митровић 7 Асистенције: Волтерс 7 Индекс: Митровић 21 | Извештај                             | Поени: Сили 19 Скокови: Атић 10 Асистенције: Сили, Атић 3 Индекс: Сили, Рид 18 | Арена: Хала Александар Николић Гледалаца: 3.947 Судије: Дамир Јавор, Марио Мајкић, Лука Кардум МВП: Лука Митровић (ЦЗВ) |  |

### 3. коло
| 08.10.2021. 3 | Задар                                                                                           | 67–68                                 | Цибона                                                                               | Задар |  |
| 20:00         | Четвртине: 18:14, 17:20, 13:13, 19:21                                                           | Четвртине: 18:14, 17:20, 13:13, 19:21 | Четвртине: 18:14, 17:20, 13:13, 19:21                                                | |  |
| Арена спорт   | Поени: Луковић 16 Скокови: Картер, Луковић 7 Асистенције: Картер, Јунаковић 4 Индекс: Картер 19 | Извештај                              | Поени: Пркачин, Риверс 12 Скокови: Риверс 9 Асистенције: Вилдоза 4 Индекс: Риверс 19 | Арена: Дворана Крешимир Ћосић Гледалаца: 500 Судије: Марко Јурас, Радош Арсенијевић, Иван Стефановић МВП: Џастин Картер (ЗАД) |  |

| 09.10.2021. 3 | Морнар-Барско злато                                                          | 85–90                                 | Борац                                                                         | Бар |  |
| 17:00         | Четвртине: 22:23, 15:22, 18:15, 30:30                                        | Четвртине: 22:23, 15:22, 18:15, 30:30 | Четвртине: 22:23, 15:22, 18:15, 30:30                                         | |  |
| Арена спорт   | Поени: Луис 23 Скокови: Смит 7 Асистенције: Гордић 5 Индекс: Луис, Гордић 20 | Извештај                              | Поени: Лешић 23 Скокови: Лопез, Лешић 7 Асистенције: Лопез 7 Индекс: Лешић 28 | Арена: Спортска дворана Тополица Гледалаца: 400 Судије: Денис Хаџић, Томислав Вовк, Нермин Никшић МВП: Сава Лешић (БОР) |  |

| 09.10.2021. 3 | Партизан НИС                                                                         | 79–57                                | СЦ Дерби                                                                           | Београд |  |
| 19:00         | Четвртине: 20:9, 17:14, 24:21, 18:13                                                 | Четвртине: 20:9, 17:14, 24:21, 18:13 | Четвртине: 20:9, 17:14, 24:21, 18:13                                               | |  |
| Арена спорт   | Поени: Смаилагић 13 Скокови: Загорац 6 Асистенције: Аврамовић 5 Индекс: Смаилагић 19 | Извештај                             | Поени: три играча 10 Скокови: Камењаш 10 Асистенције: Вињалес 5 Индекс: Камењаш 15 | Арена: Штарк арена Гледалаца: 5.283 Судије: Саша Пукл, Матеј Шпендл, Марко Мустапић МВП: Ален Смаилагић (ПАР) |  |

| 10.10.2021. 3 | Мега Моцарт                                                                  | 73–720(OT)                                             | Крка                                                                                  | Београд |  |
| 12:00         | Четвртине: 20:17, 16:16, 18:16, 13:18, Продужеци: '6:5                       | Четвртине: 20:17, 16:16, 18:16, 13:18, Продужеци: '6:5 | Четвртине: 20:17, 16:16, 18:16, 13:18, Продужеци: '6:5                                | |  |
| Арена спорт   | Поени: Смит 17 Скокови: Рудан, Симанић 7 Асистенције: Смит 7 Индекс: Смит 27 | Извештај                                               | Поени: Стипчевић 25 Скокови: Лапорник 8 Асистенције: Стипчевић 4 Индекс: Стипчевић 29 | Арена: Хала спортова Ранко Жеравица Гледалаца: 300 Судије: Дамир Јавор, Милан Недовић, Владимир Весковић МВП: Рок Стипчевић (КРК) |  |

| 10.10.2021. 3 | Будућност ВОЛИ                                                                                             | 75–66                                | Сплит                                                               | Подгорица |  |
| 17:00         | Четвртине: 23:18, 21:20, 16:20, 15:8                                                                       | Четвртине: 23:18, 21:20, 16:20, 15:8 | Четвртине: 23:18, 21:20, 16:20, 15:8                                | |  |
| Арена спорт   | Поени: Јагодић Куриџа 18 Скокови: Јагодић Куриџа 8 Асистенције: Јагодић Куриџа 4 Индекс: Јагодић Куриџа 21 | Извештај                             | Поени: Бајо 20 Скокови: Бајо 9 Асистенције: Барич 5 Индекс: Бајо 26 | Арена: Спортски центар Морача Гледалаца: 100 Судије: Урош Николић, Сашо Петек, Едо Јавор МВП: Дарко Бајо (СПЛ) |  |

| 10.10.2021. 3 | Игокеа м:тел                                                                       | 75–68                                | Црвена звезда мтс                                                                         | Лакташи |  |
| 19:00         | Четвртине: 21:14, 23:8, 10:22, 21:24                                               | Четвртине: 21:14, 23:8, 10:22, 21:24 | Четвртине: 21:14, 23:8, 10:22, 21:24                                                      | |  |
| Арена спорт   | Поени: Волер 15 Скокови: Илић, Стивенс 5 Асистенције: Раданов 7 Индекс: Раданов 25 | Извештај                             | Поени: Калинић 16 Скокови: Волтерс, Митровић 6 Асистенције: Ивановић 7 Индекс: Калинић 18 | Арена: Спортска дворана Лакташи Гледалаца: 800 Судије: Томислав Хордов, Јосип Радојковић, Крунослав Пеић МВП: Алекса Раданов (ИГО) |  |

| 11.10.2021. 3 | Цедевита Олимпија                                                        | 89–920(OT)                                              | ФМП Меридијан                                                                   | Љубљана |  |
| 18:00         | Четвртине: 18:18, 23:16, 22:20, 14:23, Продужеци: 12:15                  | Четвртине: 18:18, 23:16, 22:20, 14:23, Продужеци: 12:15 | Четвртине: 18:18, 23:16, 22:20, 14:23, Продужеци: 12:15                         | |  |
| Арена спорт   | Поени: Кин 25 Скокови: Огист 13 Асистенције: три играча 2 Индекс: Кин 19 | Извештај                                                | Поени: Радоњић 16 Скокови: Неранџић 9 Асистенције: Џоунс 5 Индекс: Павићевић 18 | Арена: Арена Стожице Гледалаца: 1.000 Судије: Миливоје Јовчић, Марио Мајкић, Ернад Каровић МВП: Маркус Кин (ЦОЛ) |  |

### 4. коло
| 15.10.2021. 4 | Цибона                                                                           | 61–79                                 | Партизан НИС                                                           | Загреб |  |
| 19:00         | Четвртине: 11:22, 26:19, 13:16, 11:22                                            | Четвртине: 11:22, 26:19, 13:16, 11:22 | Четвртине: 11:22, 26:19, 13:16, 11:22                                  | |  |
| Арена спорт   | Поени: Пркачин 14 Скокови: Пркачин 10 Асистенције: Радовчић 4 Индекс: Пркачин 16 | Извештај                              | Поени: Ледеј 24 Скокови: Ледеј 5 Асистенције: Ледеј 6 Индекс: Ледеј 36 | Арена: Кошаркашки центар Дражен Петровић Гледалаца: 2.000 Судије: Милан Недовић, Матеј Шпендл, Драган Поробић МВП: Зак Ледеј (ПАР) |  |

| 16.10.2021. 4 | Будућност ВОЛИ                                                               | 81–68                                 | Игокеа м:тел                                                                            | Подгорица |  |
| 19:00         | Четвртине: 12:24, 27:10, 20:13, 22:21                                        | Четвртине: 12:24, 27:10, 20:13, 22:21 | Четвртине: 12:24, 27:10, 20:13, 22:21                                                   | |  |
| Арена спорт   | Поени: Сили 21 Скокови: Јагодић Куриџа 8 Асистенције: Кобс 5 Индекс: Сили 28 | Извештај                              | Поени: Робинсон 13 Скокови: Илић 8 Асистенције: Робинсон, Раданов 4 Индекс: Робинсон 15 | Арена: Спортски центар Морача Гледалаца: 100 Судије: Миливоје Јовчић, Марио Мајкић, Марко Јурас МВП: Ди Џеј Сили (БУД) |  |

| 17.10.2021. 4 | Сплит                                                                           | 94–1010(OT)                                             | СЦ Дерби                                                                        | Сплит |  |
| 12:00         | Четвртине: 18:21, 13:20, 24:13, 18:19, Продужеци: 11:18                         | Четвртине: 18:21, 13:20, 24:13, 18:19, Продужеци: 11:18 | Четвртине: 18:21, 13:20, 24:13, 18:19, Продужеци: 11:18                         | |  |
| Арена спорт   | Поени: Жганец 18 Скокови: Жганец 11 Асистенције: три играча 6 Индекс: Жганец 27 | Извештај                                                | Поени: Вињалес 37 Скокови: Камењаш 13 Асистенције: Вињалес 9 Индекс: Вињалес 43 | Арена: Спортски центар Грипе Гледалаца: 300 Судије: Илија Белошевић, Александар Милојевић, Томислав Стапић МВП: Кајл Вињалес (СЦД) |  |

| 17.10.2021. 4 | Крка                                                                            | 80–66                                 | Задар                                                                            | Ново Место |  |
| 17:00         | Четвртине: 25:20, 22:17, 17:13, 16:16                                           | Четвртине: 25:20, 22:17, 17:13, 16:16 | Четвртине: 25:20, 22:17, 17:13, 16:16                                            | |  |
| Арена спорт   | Поени: Ставров 20 Скокови: Мацура 16 Асистенције: Стипчевић 3 Индекс: Мацура 24 | Извештај                              | Поени: Вуковић 15 Скокови: Вуковић 5 Асистенције: Јунаковић 6 Индекс: Вуковић 18 | Арена: Спортска дворана Леон Штукељ Гледалаца: 400 Судије: Урош Обркнежевић, Томислав Вовк, Радош Савовић МВП: Јуриј Мацура (КРК) |  |

| 17.10.2021. 4 | Борац                                                            | 80–68                                 | Мега Моцарт                                                                                           | Чачак |  |
| 18:00         | Четвртине: 13:18, 29:14, 18:24, 20:12                            | Четвртине: 13:18, 29:14, 18:24, 20:12 | Четвртине: 13:18, 29:14, 18:24, 20:12                                                                 | |  |
| Арена спорт   | Поени: Хол 26 Скокови: Лешић 8 Асистенције: Хол 4 Индекс: Хол 27 | Извештај                              | Поени: Симанић 17 Скокови: Балцеровски 6 Асистенције: Смит, Казалон 5 Индекс: Балцеровски, Симанић 16 | Арена: Хала Борца крај Мораве Гледалаца: 1.000 Судије: Сашо Петек, Лука Кардум, Крунослав Пеић МВП: Хантер Хол (БОР) |  |

| 17.10.2021. 4 | ФМП Меридијан                                                                  | 83–81                                 | Морнар-Барско злато                                                                | Београд |  |
| 19:00         | Четвртине: 20:27, 21:14, 19:21, 23:19                                          | Четвртине: 20:27, 21:14, 19:21, 23:19 | Четвртине: 20:27, 21:14, 19:21, 23:19                                              | |  |
| Арена спорт   | Поени: Џоунс 27 Скокови: Невелс, Тасић 7 Асистенције: Џоунс 5 Индекс: Џоунс 32 | Извештај                              | Поени: Гордић 21 Скокови: Јеремић, Лазић 5 Асистенције: Дејвис 4 Индекс: Гордић 21 | Арена: Дворана Железник Гледалаца: 600 Судије: Саша Пукл, Бојан Круљац, Гордан Терлевић МВП: Брајс Џоунс (ФМП) |  |

| 17.10.2021. 4 | Црвена звезда мтс                                                                          | 79–64                                | Цедевита Олимпија                                                         | Београд |  |
| 21:00         | Четвртине: 17:24, 23:15, 16:16, 23:9                                                       | Четвртине: 17:24, 23:15, 16:16, 23:9 | Четвртине: 17:24, 23:15, 16:16, 23:9                                      | |  |
| Арена спорт   | Поени: Митровић, Холинс 13 Скокови: Калинић 12 Асистенције: три играча 4 Индекс: Кузмић 20 | Извештај                             | Поени: Блажич 16 Скокови: Мурић 7 Асистенције: Рупник 5 Индекс: Рупник 21 | Арена: Хала Александар Николић Гледалаца: 4.345 Судије: Томислав Хордов, Милош Кољеншић, Игор Драгојевић МВП: Лука Рупник (ЦОЛ) |  |

### 5. коло
| 22.10.2021. 5 | Игокеа м:тел                                                                             | 85–67                                 | Сплит                                                                         | Лакташи |  |
| 18:00         | Четвртине: 18:20, 22:15, 24:13, 21:19                                                    | Четвртине: 18:20, 22:15, 24:13, 21:19 | Четвртине: 18:20, 22:15, 24:13, 21:19                                         | |  |
| Арена спорт   | Поени: Илић 15 Скокови: Раданов 9 Асистенције: Раданов, Волер 6 Индекс: Раданов, Илић 20 | Извештај                              | Поени: Бајо 11 Скокови: Перасовић 8 Асистенције: Барич 6 Индекс: Перасовић 14 | Арена: Спортска дворана Лакташи Гледалаца: 600 Судије: Игор Драгојевић, Радош Арсенијевић, Марко Пецељ МВП: Далибор Илић (ИГО) |  |

| 22.10.2021. 5 | Задар                                                                                | 70–56                                 | Борац                                                              | Задар |  |
| 20:00         | Четвртине: 20:10, 14:15, 10:16, 26:15                                                | Четвртине: 20:10, 14:15, 10:16, 26:15 | Четвртине: 20:10, 14:15, 10:16, 26:15                              | |  |
| Арена спорт   | Поени: Картер 18 Скокови: Картер 8 Асистенције: Јунаковић, Мавра 4 Индекс: Картер 19 | Извештај                              | Поени: Хол 23 Скокови: Лопез 7 Асистенције: Лопез 4 Индекс: Хол 23 | Арена: Дворана Крешимир Ћосић Гледалаца: 300 Судије: Саша Пукл, Драган Поробић, Ернад Каровић МВП: Хантер Хол (БОР) |  |

| 23.10.2021. 5 | Партизан НИС                                                                        | 92–45                                | Крка                                                                               | Београд |  |
| 19:00         | Четвртине: 18:11, 25:17, 21:6, 28:11                                                | Четвртине: 18:11, 25:17, 21:6, 28:11 | Четвртине: 18:11, 25:17, 21:6, 28:11                                               | |  |
| Арена спорт   | Поени: Картер 23 Скокови: Копривица 6 Асистенције: Куруцс, Мадар 4 Индекс: Мадар 32 | Извештај                             | Поени: Мацура 9 Скокови: Мацура 7 Асистенције: Стипчевић, Ставров 3 Индекс: Коси 7 | Арена: Хала Александар Николић Гледалаца: 3.321 Судије: Сашо Петек, Иван Стефановић, Едо Јавор МВП: Јам Мадар (ПАР) |  |

| 24.10.2021. 5 | Мега Моцарт                                                              | 82–89                                 | ФМП Меридијан                                                            | Београд |  |
| 12:00         | Четвртине: 22:21, 16:27, 26:18, 18:23                                    | Четвртине: 22:21, 16:27, 26:18, 18:23 | Четвртине: 22:21, 16:27, 26:18, 18:23                                    | |  |
| Арена спорт   | Поени: Смит 17 Скокови: Матковић 6 Асистенције: Јовић 6 Индекс: Јовић 20 | Извештај                              | Поени: Џоунс 24 Скокови: Изунду 10 Асистенције: Џоунс 4 Индекс: Џоунс 29 | Арена: Хала спортова Ранко Жеравица Гледалаца: 1.000 Судије: Миливоје Јовчић, Милош Кољеншић, Стефан Ћалић МВП: Брајс Џоунс (ФМП) |  |

| 24.10.2021. 5 | Морнар-Барско злато                                                          | 69–77                                 | Црвена звезда мтс                                                            | Бар |  |
| 17:00         | Четвртине: 25:20, 13:23, 14:15, 17:19                                        | Четвртине: 25:20, 13:23, 14:15, 17:19 | Четвртине: 25:20, 13:23, 14:15, 17:19                                        | |  |
| Арена спорт   | Поени: Луис 16 Скокови: Мићовић 7 Асистенције: три играча 3 Индекс: Лазић 13 | Извештај                              | Поени: Добрић 22 Скокови: Кузмић 13 Асистенције: Калинић 4 Индекс: Кузмић 30 | Арена: Спортска дворана Тополица Гледалаца: 1.000 Судије: Милан Недовић, Марио Мајкић, Лука Кардум МВП: Огњен Кузмић (ЦЗВ) |  |

| 24.10.2021. 5 | Цедевита Олимпија                                                       | 79–84                                 | Будућност ВОЛИ                                                              | Љубљана |  |
| 19:00         | Четвртине: 20:22, 22:24, 13:11, 24:27                                   | Четвртине: 20:22, 22:24, 13:11, 24:27 | Четвртине: 20:22, 22:24, 13:11, 24:27                                       | |  |
| Арена спорт   | Поени: Пулен 26 Скокови: Блажич 9 Асистенције: Пулен 5 Индекс: Пулен 31 | Извештај                              | Поени: Кобс 23 Скокови: четири играча 6 Асистенције: Кобс 4 Индекс: Кобс 25 | Арена: Арена Стожице Гледалаца: 3.000 Судије: Илија Белошевић, Јосип Радојковић, Урош Обркнежевић МВП: Џејкоб Пулен (ЦОЛ) |  |

| 25.10.2021. 5 | СЦ Дерби                                                                       | 93–87                                 | Цибона                                                                       | Подгорица |  |
| 18:00         | Четвртине: 33:26, 14:11, 25:20, 21:30                                          | Четвртине: 33:26, 14:11, 25:20, 21:30 | Четвртине: 33:26, 14:11, 25:20, 21:30                                        | |  |
| Арена спорт   | Поени: Вињалес 32 Скокови: Камењаш 7 Асистенције: Вињалес 5 Индекс: Вињалес 31 | Извештај                              | Поени: Дрежњак 26 Скокови: Гегић 8 Асистенције: Вилдоза 7 Индекс: Дрежњак 25 | Арена: Спортски центар Морача Гледалаца: 100 Судије: Милан Недовић, Марио Мајкић, Лука Кардум МВП: Кајл Вињалес (СЦД) |  |

### 6. коло
| 30.10.2021. 6 | Игокеа м:тел                                                                  | 83–101                                | Цедевита Олимпија                                                   | Лакташи |  |
| 17:00         | Четвртине: 25:20, 23:33, 13:28, 22:20                                         | Четвртине: 25:20, 23:33, 13:28, 22:20 | Четвртине: 25:20, 23:33, 13:28, 22:20                               | |  |
| Арена спорт   | Поени: Јошило 16 Скокови: Стефенс 10 Асистенције: Старкс 5 Индекс: Стефенс 22 | Извештај                              | Поени: Еџим 22 Скокови: Еџим 9 Асистенције: Пулен 7 Индекс: Еџим 32 | Арена: Спортска дворана Лакташи Гледалаца: 750 Судије: Урош Николић, Сашо Петек, Марко Јурас МВП: Мелвин Еџим (ЦОЛ) |  |

| 30.10.2021. 6 | Борац                                                                            | 68–86                                 | Партизан НИС                                                                               | Чачак |  |
| 19:00         | Четвртине: 10:19, 21:25, 20:30, 17:12                                            | Четвртине: 10:19, 21:25, 20:30, 17:12 | Четвртине: 10:19, 21:25, 20:30, 17:12                                                      | |  |
| Арена спорт   | Поени: Лешић 14 Скокови: Пецарски 9 Асистенције: Новаковић 4 Индекс: Пецарски 17 | Извештај                              | Поени: Ледеј 14 Скокови: Копривица 7 Асистенције: Пантер 7 Индекс: Аврамовић, Смаилагић 19 | Арена: Хала Борца крај Мораве Гледалаца: 1.000 Судије: Илија Белошевић, Миливоје Јовчић, Владимир Весковић МВП: Ален Смаилагић (ПАР) |  |

| 30.10.2021. 6 | Крка                                                                                     | 87–70                                 | СЦ Дерби                                                                             | Ново Место |  |
| 21:00         | Четвртине: 21:12, 29:19, 18:20, 19:19                                                    | Четвртине: 21:12, 29:19, 18:20, 19:19 | Четвртине: 21:12, 29:19, 18:20, 19:19                                                | |  |
| Арена спорт   | Поени: Стипчевић 22 Скокови: Френч, Коси 8 Асистенције: Стипчевић 8 Индекс: Стипчевић 24 | Извештај                              | Поени: Вињалес 17 Скокови: Ивишић 5 Асистенције: Вињалес, Едвардс 3 Индекс: Тишма 16 | Арена: Спортска дворана Леон Штукељ Гледалаца: 500 Судије: Денис Хаџић, Драган Поробић, Гордан Терлевић МВП: Рок Стипчевић (КРК) |  |

| 31.10.2021. 6 | ФМП Меридијан                                                                | 83–76                                 | Задар                                                                    | Београд |  |
| 12:00         | Четвртине: 24:29, 20:18, 22:10, 17:19                                        | Четвртине: 24:29, 20:18, 22:10, 17:19 | Четвртине: 24:29, 20:18, 22:10, 17:19                                    | |  |
| Арена спорт   | Поени: Неранџић 23 Скокови: Тасић 9 Асистенције: Џоунс 6 Индекс: Неранџић 27 | Извештај                              | Поени: Бурсаћ 14 Скокови: Картер 9 Асистенције: Мавра 8 Индекс: Мавра 20 | Арена: Дворана Железник Гледалаца: 756 Судије: Игор Драгојевић, Урош Обркнежевић, Марко Мустапић МВП: Ненад Неранџић (ФМП) |  |

| 31.10.2021. 6 | Будућност ВОЛИ                                                                              | 85–69                                 | Морнар-Барско злато                                                     | Подгорица |  |
| 17:00         | Четвртине: 18:18, 20:18, 26:18, 21:15                                                       | Четвртине: 18:18, 20:18, 26:18, 21:15 | Четвртине: 18:18, 20:18, 26:18, 21:15                                   | |  |
| Арена спорт   | Поени: Јагодић Куриџа 17 Скокови: Рид 8 Асистенције: пет играча 2 Индекс: Јагодић Куриџа 25 | Извештај                              | Поени: Дејвис 12 Скокови: Лазић 7 Асистенције: Дејвис 4 Индекс: Смит 13 | Арена: Спортски центар Морача Гледалаца: 100 Судије: Саша Пукл, Матеј Болтаузер, Матеј Шпендл МВП: Марко Јагодић Куриџа (БУД) |  |

| 31.10.2021. 6 | Сплит                                                                  | 77–76                                 | Цибона                                                                   | Сплит |  |
| 19:00         | Четвртине: 19:25, 24:13, 20:16, 14:22                                  | Четвртине: 19:25, 24:13, 20:16, 14:22 | Четвртине: 19:25, 24:13, 20:16, 14:22                                    | |  |
| Арена спорт   | Поени: Бајо 26 Скокови: Бајо 9 Асистенције: Перковић 6 Индекс: Бајо 41 | Извештај                              | Поени: Гегић 18 Скокови: Пркачин 8 Асистенције: Гегић 6 Индекс: Гегић 27 | Арена: Спортски центар Грипе Гледалаца: 500 Судије: Томислав Хордов, Јосип Радојковић, Нермин Никшић МВП: Дарко Бајо (СПЛ) |  |

| 01.11.2021. 6 | Црвена звезда мтс                                                               | 81–67                                 | Мега Моцарт                                                                          | Београд |  |
| 18:00         | Четвртине: 24:16, 22:16, 14:16, 21:19                                           | Четвртине: 24:16, 22:16, 14:16, 21:19 | Четвртине: 24:16, 22:16, 14:16, 21:19                                                | |  |
| Арена спорт   | Поени: Волтерс 13 Скокови: Митровић 7 Асистенције: Волтерс 6 Индекс: Волтерс 19 | Извештај                              | Поени: Балцеровски 19 Скокови: Јовић 7 Асистенције: Кочовић 6 Индекс: Балцеровски 23 | Арена: Хала Александар Николић Гледалаца: 2.342 Судије: Милан Недовић, Томислав Вовк, Ернад Каровић МВП: Александар Балцеровски (МЕГ) |  |

### 7. коло
| 05.11.2021. 7 | СЦ Дерби                                                                        | 88–74                                 | Борац                                                                                    | Подгорица |  |
| 20:00         | Четвртине: 17:17, 22:29, 21:12, 28:16                                           | Четвртине: 17:17, 22:29, 21:12, 28:16 | Четвртине: 17:17, 22:29, 21:12, 28:16                                                    | |  |
| Арена спорт   | Поени: Камењаш 15 Скокови: Камењаш 10 Асистенције: Вињалес 5 Индекс: Камењаш 29 | Извештај                              | Поени: Пецарски, Маринковић 14 Скокови: Пецарски 6 Асистенције: Лопез 9 Индекс: Лопез 26 | Арена: Спортски центар Морача Гледалаца: 100 Судије: Томислав Хордов, Бојан Круљац, Томислав Стапић МВП: Кенан Камењаш (СЦД) |  |

| 06.11.2021. 7 | Цедевита Олимпија                                                               | 86–60                                 | Сплит                                                                        | Љубљана |  |
| 17:00         | Четвртине: 22:13, 25:16, 19:10, 20:21                                           | Четвртине: 22:13, 25:16, 19:10, 20:21 | Четвртине: 22:13, 25:16, 19:10, 20:21                                        | |  |
| Арена спорт   | Поени: Мурић 16 Скокови: Мурић, Огист 8 Асистенције: Рупник 11 Индекс: Мурић 24 | Извештај                              | Поени: Руњић, Укић 14 Скокови: Вуко 7 Асистенције: Вуко 4 Индекс: Чампара 16 | Арена: Арена Стожице Гледалаца: 1.500 Судије: Дамир Јавор, Томислав Вовк, Стефан Ћалић МВП: Едо Мурић (ЦОЛ) |  |

| 06.11.2021. 7 | Партизан НИС                                                                   | 74–69                                 | ФМП Меридијан                                                             | Београд |  |
| 19:00         | Четвртине: 20:13, 19:17, 23:18, 12:21                                          | Четвртине: 20:13, 19:17, 23:18, 12:21 | Четвртине: 20:13, 19:17, 23:18, 12:21                                     | |  |
| Арена спорт   | Поени: Ледеј 18 Скокови: Копривица 9 Асистенције: Аврамовић 4 Индекс: Ледеј 20 | Извештај                              | Поени: Изунду 20 Скокови: Изунду 9 Асистенције: Џоунс 7 Индекс: Изунду 23 | Арена: Хала Александар Николић Гледалаца: 4.877 Судије: Милош Кољеншић, Крунослав Пеић, Радош Савовић МВП: Ебука Изунду (ФМП) |  |

| 06.11.2021. 7 | Морнар-Барско злато                                                         | 82–760(OT)                                            | Игокеа м:тел                                                         | Бар |  |
| 21:00         | Четвртине: 26:20, 16:19, 22:20, 8:13, Продужеци: 10:4                       | Четвртине: 26:20, 16:19, 22:20, 8:13, Продужеци: 10:4 | Четвртине: 26:20, 16:19, 22:20, 8:13, Продужеци: 10:4                | |  |
| Арена спорт   | Поени: Јеремић 19 Скокови: Лазић 9 Асистенције: Гордић 6 Индекс: Јеремић 18 | Извештај                                              | Поени: Илић 22 Скокови: Илић 9 Асистенције: Старкс 6 Индекс: Илић 26 | Арена: Спортска дворана Тополица Гледалаца: 800 Судије: Илија Белошевић, Јосип Радојковић, Радош Арсенијевић МВП: Далибор Илић (ИГО) |  |

| 07.11.2021. 7 | Мега Моцарт                                                                     | 87–81                                 | Будућност ВОЛИ                                                    | Београд |  |
| 12:00         | Четвртине: 23:19, 32:19, 17:25, 15:18                                           | Четвртине: 23:19, 32:19, 17:25, 15:18 | Четвртине: 23:19, 32:19, 17:25, 15:18                             | |  |
| Арена спорт   | Поени: Матковић 26 Скокови: Матковић 12 Асистенције: Смит 7 Индекс: Матковић 40 | Извештај                              | Поени: Кобс 19 Скокови: Рид 8 Асистенције: Сили 5 Индекс: Кобс 24 | Арена: Спортска хала Мега Фактори Гледалаца: 70 Судије: Сашо Петек, Марио Мајкић, Драган Поробић МВП: Карло Матковић (МЕГ) |  |

| 07.11.2021. 7 | Задар | 73–83                                 | Црвена звезда мтс                                                                                 | Задар |  |
| 18:45         | Четвртине: 18:18, 19:25, 15:25, 21:15                                                                     | Четвртине: 18:18, 19:25, 15:25, 21:15 | Четвртине: 18:18, 19:25, 15:25, 21:15                                                             | |  |
| Арена спорт   | Поени: Картер, Вуковић 14 Скокови: Марчинковић, Вуковић 5 Асистенције: Мавра 7 Индекс: Картер, Вуковић 15 | Извештај                              | Поени: Волтерс, Кузмић 14 Скокови: Митровић 6 Асистенције: Волтерс 10 Индекс: Волтерс, Калинић 23 | Арена: Дворана Крешимир Ћосић Гледалаца: 500 Судије: Игор Драгојевић, Марко Јурас, Гордан Терлевић МВП: Нејт Волтерс (ЦЗВ) |  |

| 08.11.2021. 7 | Цибона                                                                           | 90–52                                 | Крка                                                                     | Загреб |  |
| 18:00         | Четвртине: 28:14, 24:14, 18:13, 20:11                                            | Четвртине: 28:14, 24:14, 18:13, 20:11 | Четвртине: 28:14, 24:14, 18:13, 20:11                                    | |  |
| Арена спорт   | Поени: Пркачин 14 Скокови: Бранковић 5 Асистенције: Радовчић 5 Индекс: Риверс 15 | Извештај                              | Поени: Гибс 15 Скокови: Френч 7 Асистенције: Стипчевић 4 Индекс: Гибс 16 | Арена: Кошаркашки центар Дражен Петровић Гледалаца: 300 Судије: Урош Николић, Урош Обркнежевић, Марко Пецељ МВП: Темпл Гибс (КРК) |  |

### 8. коло
| 12.11.2021. 8 | ФМП Меридијан                                                          | 104–99                                | СЦ Дерби                                                                        | Београд |  |
| 18:00         | Четвртине: 31:18, 24:31, 18:25, 31:25                                  | Четвртине: 31:18, 24:31, 18:25, 31:25 | Четвртине: 31:18, 24:31, 18:25, 31:25                                           | |  |
| Арена спорт   | Поени: Тасић 25 Скокови: Тасић 9 Асистенције: Џоунс 6 Индекс: Тасић 37 | Извештај                              | Поени: Вињалес 18 Скокови: Камењаш 13 Асистенције: Вињалес 8 Индекс: Вињалес 21 | Арена: Дворана Железник Гледалаца: 850 Судије: Томислав Вовк, Ернад Каровић, Нермин Никшић МВП: Данило Тасић (ФМП) |  |

| 12.11.2021. 8 | Сплит                                                                     | 87–77                                 | Крка                                                                                          | Сплит |  |
| 20:00         | Четвртине: 20:14, 18:19, 24:23, 25:21                                     | Четвртине: 20:14, 18:19, 24:23, 25:21 | Четвртине: 20:14, 18:19, 24:23, 25:21                                                         | |  |
| Арена спорт   | Поени: Барич 20 Скокови: Жганец 10 Асистенције: Барич 10 Индекс: Барич 32 | Извештај                              | Поени: Стипчевић 19 Скокови: Лапорник, Мацура 6 Асистенције: Стипчевић 7 Индекс: Стипчевић 26 | Арена: Спортски центар Грипе Гледалаца: 500 Судије: Марко Јурас, Драган Поробић, Радош Арсенијевић МВП: Нејц Барич (СПЛ) |  |

| 13.11.2021. 8 | Борац                                                               | 59–62                                 | Цибона                                                                     | Чачак |  |
| 17:00         | Четвртине: 16:16, 18:10, 10:12, 15:24                               | Четвртине: 16:16, 18:10, 10:12, 15:24 | Четвртине: 16:16, 18:10, 10:12, 15:24                                      | |  |
| Арена спорт   | Поени: Хол 19 Скокови: Лешић 13 Асистенције: Лопез 5 Индекс: Хол 15 | Извештај                              | Поени: Гњидић 19 Скокови: Риверс 8 Асистенције: Гњидић 8 Индекс: Гњидић 30 | Арена: Хала Борца крај Мораве Гледалаца: 1.000 Судије: Милош Кољеншић, Милан Недовић, Едо Јавор МВП: Ловро Гњидић (ЦИБ) |  |

| 13.11.2021. 8 | Будућност ВОЛИ                                                                  | 84–69                                 | Задар                                                                               | Подгорица |  |
| 19:00         | Четвртине: 23:16, 22:18, 16:17, 23:18                                           | Четвртине: 23:16, 22:18, 16:17, 23:18 | Четвртине: 23:16, 22:18, 16:17, 23:18                                               | |  |
| Арена спорт   | Поени: Мицов 14 Скокови: Николић, Вили 5 Асистенције: Николић 4 Индекс: Вили 18 | Извештај                              | Поени: Картер 15 Скокови: Дрежњак, Луковић 5 Асистенције: Мавра 6 Индекс: Картер 20 | Арена: Спортски центар Морача Гледалаца: 100 Судије: Денис Хаџић, Александар Милојевић, Владимир Весковић МВП: Џастин Картер (ЗАД) |  |

| 13.11.2021. 8 | Цедевита Олимпија                                                        | 79–59                                | Морнар-Барско злато                                                               | Љубљана |  |
| 21:00         | Четвртине: 24:21, 18:15, 14:18, 23:5                                     | Четвртине: 24:21, 18:15, 14:18, 23:5 | Четвртине: 24:21, 18:15, 14:18, 23:5                                              | |  |
| Арена спорт   | Поени: Пулен 19 Скокови: Огист 10 Асистенције: Рупник 6 Индекс: Огист 22 | Извештај                             | Поени: Михаиловић 16 Скокови: Мићовић, Смит 4 Асистенције: Смит 4 Индекс: Смит 14 | Арена: Арена Стожице Гледалаца: 1.000 Судије: Урош Николић, Урош Обркнежевић, Лука Кардум МВП: Зак Огист (ЦОЛ) |  |

| 14.11.2021. 8 | Игокеа м:тел                                                            | 79–63                                 | Мега Моцарт                                                                              | Лакташи |  |
| 17:00         | Четвртине: 18:15, 24:17, 16:16, 21:15                                   | Четвртине: 18:15, 24:17, 16:16, 21:15 | Четвртине: 18:15, 24:17, 16:16, 21:15                                                    | |  |
| Арена спорт   | Поени: Илић 22 Скокови: Илић 8 Асистенције: Робинсон 11 Индекс: Илић 30 | Извештај                              | Поени: Ђуришић 14 Скокови: Балцеровски 7 Асистенције: четири играча 2 Индекс: Ђуришић 15 | Арена: Спортска дворана Лакташи Гледалаца: 800 Судије: Матеј Болтаузер, Крунослав Пеић, Марко Мустапић МВП: Далибор Илић (ИГО) |  |

| 14.11.2021. 8 | Црвена звезда мтс                                                                 | 71–56                                 | Партизан НИС                                                                                | Београд |  |
| 19:00         | Четвртине: 15:8, '17:13, 15:19, 24:16                                             | Четвртине: 15:8, '17:13, 15:19, 24:16 | Четвртине: 15:8, '17:13, 15:19, 24:16                                                       | |  |
| Арена спорт   | Поени: Митровић 16 Скокови: Митровић 7 Асистенције: Волтерс 5 Индекс: Митровић 22 | Извештај                              | Поени: Смаилагић 15 Скокови: Смааилагић 9 Асистенције: четири играча 2 Индекс: Смаилагић 20 | Арена: Хала Александар Николић Гледалаца: 7.187 Судије: Илија Белошевић, Миливоје Јовчић, Јосип Радојковић МВП: Лука Митровић (ЦЗВ) |  |

### 9. коло
| 18.11.2021. 9 | Задар                                                                         | 64–77                                 | Игокеа м:тел                                                             | Задар |  |
| 20:30         | Четвртине: 16:12, 16:18, 17:25, 15:22                                         | Четвртине: 16:12, 16:18, 17:25, 15:22 | Четвртине: 16:12, 16:18, 17:25, 15:22                                    | |  |
| Арена спорт   | Поени: Картер 18 Скокови: Бурсаћ 5 Асистенције: Јунаковић 6 Индекс: Картер 21 | Извештај                              | Поени: Волер 19 Скокови: Ђорђевић 8 Асистенције: Талић 5 Индекс: Илић 20 | Арена: Дворана Крешимир Ћосић Гледалаца: 200 Судије: Денис Хаџић, Радош Арсенијевић, Марко Пецељ МВП: Џастин Картер (ЗАД) |  |

| 20.11.2021. 9 | Цибона                                                                                        | 66–69                                 | ФМП Меридијан                                                             | Загреб |  |
| 17:00         | Четвртине: 14:15, 18:14, 15:22, 19:18                                                         | Четвртине: 14:15, 18:14, 15:22, 19:18 | Четвртине: 14:15, 18:14, 15:22, 19:18                                     | |  |
| Арена спорт   | Поени: Гегић, Бранковић 14 Скокови: Пркачин, Риверс 7 Асистенције: Гњидић 6 Индекс: Риверс 19 | Извештај                              | Поени: Невелс 28 Скокови: Невелс 8 Асистенције: Џоунс 3 Индекс: Невелс 34 | Арена: Кошаркашки центар Дражен Петровић Гледалаца: 350 Судије: Марко Јурас, Гордан Терлевић, Иван Стефановић МВП: Герет Невелс (ФМП) |  |

| 20.11.2021. 9 | Крка                                                                              | 90–97                                 | Борац                                                            | Ново Место |  |
| 19:00         | Четвртине: 28:21, 16:19, 21:27, 25:30                                             | Четвртине: 28:21, 16:19, 21:27, 25:30 | Четвртине: 28:21, 16:19, 21:27, 25:30                            | |  |
| Арена спорт   | Поени: Стипчевић 27 Скокови: Коси 9 Асистенције: Стипчевић 7 Индекс: Стипчевић 34 | Извештај                              | Поени: Хол 27 Скокови: Хол 7 Асистенције: Лопез 9 Индекс: Хол 32 | Арена: Спортска дворана Леон Штукељ Гледалаца: 300 Судије: Лука Кардум, Марио Мајкић, Марко Мустапић МВП: Рок Стипчевић (КРК) |  |

| 20.11.2021. 9 | Партизан НИС                                                                           | 75–66                                 | Будућност ВОЛИ                                                     | Београд |  |
| 21:00         | Четвртине: 20:13, 21:17, 12:18, 22:18                                                  | Четвртине: 20:13, 21:17, 12:18, 22:18 | Четвртине: 20:13, 21:17, 12:18, 22:18                              | |  |
| Арена спорт   | Поени: Смаилагић 20 Скокови: Смаилагић 7 Асистенције: Аврамовић 5 Индекс: Смаилагић 24 | Извештај                              | Поени: Сили 21 Скокови: Вили 6 Асистенције: Кобс 5 Индекс: Сили 21 | Арена: Штарк арена Гледалаца: 8.944 Судије: Матеј Болтаузер, Дамир Јавор, Сашо Петек МВП: Ален Смаилагић (ПАР) |  |

| 21.11.2021. 9 | Мега Моцарт                                                                                      | 104–75                                | Цедевита Олимпија                                                                 | Београд |  |
| 12:00         | Четвртине: 27:15, 23:19, 33:21, 21:20                                                            | Четвртине: 27:15, 23:19, 33:21, 21:20 | Четвртине: 27:15, 23:19, 33:21, 21:20                                             | |  |
| Арена спорт   | Поени: Рудан 23 Скокови: Балцеровски, Јовић 9 Асистенције: Јовић, Смит 7 Индекс: Јовић, Рудан 27 | Извештај                              | Поени: Блажич 26 Скокови: Блажич 9 Асистенције: Мурић, Рупник 3 Индекс: Блажич 32 | Арена: Хала спортова Ранко Жеравица Гледалаца: 500 Судије: Илија Белошевић, Игор Драгојевић, Томислав Стапић МВП: Јака Блажич (ЦОЛ) |  |

| 21.11.2021. 9 | Морнар-Барско злато                                                           | 81–65                                  | Сплит                                                                      | Бар |  |
| 17:00         | Четвртине: 15:'17, 28:18, 24:15, 14:15                                        | Четвртине: 15:'17, 28:18, 24:15, 14:15 | Четвртине: 15:'17, 28:18, 24:15, 14:15                                     | |  |
| Арена спорт   | Поени: Михаиловић 16 Скокови: Мозли 10 Асистенције: Гордић 11 Индекс: Смит 22 | Извештај                               | Поени: Барич 18 Скокови: Вуко 8 Асистенције: три играча 3 Индекс: Барич 24 | Арена: Спортска дворана Тополица Гледалаца: 450 Судије: Миливоје Јовчић, Томислав Хордов, Милош Кољеншић МВП: Нејц Барич (СПЛ) |  |

| 22.11.2021. 9 | СЦ Дерби                                                                 | 67–99                                | Црвена звезда мтс                                                                 | Подгорица |  |
| 18:00         | Четвртине: 19:27, 21:22, 8:23, 19:27                                     | Четвртине: 19:27, 21:22, 8:23, 19:27 | Четвртине: 19:27, 21:22, 8:23, 19:27                                              | |  |
| Арена спорт   | Поени: Тишма 13 Скокови: Ивишић 6 Асистенције: Вињалес 5 Индекс: Меги 11 | Извештај                             | Поени: Ивановић 14 Скокови: Калинић 7 Асистенције: Марковић 6 Индекс: Ивановић 20 | Арена: Спортски центар Морача Гледалаца: 1 Судије: Јосип Радојковић, Матеј Шпендл, Крунослав Пеић МВП: Никола Ивановић (ЦЗВ) |  |

### 10. коло
| 03.12.2021. 10 | Сплит                                                                      | 66–80                                 | Борац                                                                            | Сплит |  |
| 18:00          | Четвртине: 13:18, 16:13, 16:24, 21:25                                      | Четвртине: 13:18, 16:13, 16:24, 21:25 | Четвртине: 13:18, 16:13, 16:24, 21:25                                            | |  |
| Арена спорт    | Поени: Перковић 13 Скокови: Жганец 6 Асистенције: Барич 9 Индекс: Руњић 17 | Извештај                              | Поени: Пецарски 26 Скокови: Пецарски 12 Асистенције: Лопез 6 Индекс: Пецарски 35 | Арена: Мала дворана КК Сплит Гледалаца: 450 Судије: Милош Кољеншић, Томислав Вовк, Марко Пецељ МВП: Марко Пецарски (БОР) |  |

| 04.12.2021. 10 | Морнар-Барско злато                                                                | 79–75                                 | Мега Моцарт                                                                    | Бар |  |
| 17:00          | Четвртине: 14:10, 23:26, 22:21, 20:18                                              | Четвртине: 14:10, 23:26, 22:21, 20:18 | Четвртине: 14:10, 23:26, 22:21, 20:18                                          | |  |
| Арена спорт    | Поени: Гордић 14 Скокови: Мићовић, Лазић 5 Асистенције: Гордић 6 Индекс: Гордић 15 | Извештај                              | Поени: Матковић 16 Скокови: Матковић 9 Асистенције: Смит 7 Индекс: Матковић 23 | Арена: Спортска дворана Тополица Гледалаца: 850 Судије: Милан Недовић, Урош Обркнежевић, Игор Драгојевић МВП: Карло Матковић (МЕГ) |  |

| 04.12.2021. 10 | Игокеа м:тел                                                                         | 68–70                                 | Партизан НИС                                                                             | Лакташи |  |
| 19:00          | Четвртине: 15:16, 20:12, 19:19, 14:23                                                | Четвртине: 15:16, 20:12, 19:19, 14:23 | Четвртине: 15:16, 20:12, 19:19, 14:23                                                    | |  |
| Арена спорт    | Поени: Стефенс, Волер 18 Скокови: Стефенс 7 Асистенције: Старкс 8 Индекс: Стефенс 20 | Извештај                              | Поени: Смаилагић 15 Скокови: Загорац, Мадар 5 Асистенције: Мадар 4 Индекс: три играча 14 | Арена: Спортска дворана Лакташи Гледалаца: 2.500 Судије: Томислав Хордов, Лука Кардум, Бојан Круљац МВП: Дешон Стефенс (ИГО) |  |

| 04.12.2021. 10 | ФМП Меридијан                                                               | 87–76                                 | Крка                                                                                      | Београд |  |
| 21:00          | Четвртине: 23:20, 31:15, 15:14, 18:27                                       | Четвртине: 23:20, 31:15, 15:14, 18:27 | Четвртине: 23:20, 31:15, 15:14, 18:27                                                     | |  |
| Арена спорт    | Поени: Тасић 14 Скокови: Тасић 7 Асистенције: три играча 6 Индекс: Тасић 18 | Извештај                              | Поени: Гибс 24 Скокови: Стипчевић, Шкедељ 7 Асистенције: Стипчевић 5 Индекс: Стипчевић 24 | Арена: Дворана Железник Гледалаца: 850 Судије: Јосип Радојковић, Матеј Шпендл, Владимир Весковић МВП: Рок Стипчевић (КРК) |  |

| 05.12.2021. 10 | Цедевита Олимпија                                                    | 73–74                                  | Задар                                                                      | Љубљана |  |
| 12:00          | Четвртине: 20:32, '19:15, 16:15, 18:12                               | Четвртине: 20:32, '19:15, 16:15, 18:12 | Четвртине: 20:32, '19:15, 16:15, 18:12                                     | |  |
| Арена спорт    | Поени: Огист 14 Скокови: Еџим 8 Асистенције: Пулен 7 Индекс: Еџим 20 | Извештај                               | Поени: Картер 19 Скокови: Картер 8 Асистенције: Картер 7 Индекс: Картер 30 | Арена: Арена Стожице Гледалаца: 1.000 Судије: Саша Пукл, Миливоје Јовчић, Стефан Ћалић МВП: Џастин Картер (ЗАД) |  |

| 05.12.2021. 10 | Будућност ВОЛИ                                                                | 78–70                                 | СЦ Дерби                                                                        | Подгорица |  |
| 21:00          | Четвртине: 23:14, 21:18, 21:19, 13:19                                         | Четвртине: 23:14, 21:18, 21:19, 13:19 | Четвртине: 23:14, 21:18, 21:19, 13:19                                           | |  |
| Арена спорт    | Поени: Кобс 22 Скокови: Јагодић Куриџа 10 Асистенције: Кобс 7 Индекс: Кобс 32 | Извештај                              | Поени: Камењаш 14 Скокови: Камењаш 11 Асистенције: Вињалес 6 Индекс: Камењаш 27 | Арена: Спортски центар Морача Гледалаца: 500 Судије: Илија Белошевић, Иван Стефановић, Радош Савовић МВП: Џастин Кобс (БУД) |  |

| 06.12.2021. 10 | Црвена звезда мтс                                                                                   | 86–72                                 | Цибона                                                                      | Београд |  |
| 18:00          | Четвртине: 15:17, 25:14, 23:23, 23:18                                                               | Четвртине: 15:17, 25:14, 23:23, 23:18 | Четвртине: 15:17, 25:14, 23:23, 23:18                                       | |  |
| Арена спорт    | Поени: Калинић, Ивановић 15 Скокови: Давидовац, Добрић 4 Асистенције: Ивановић 6 Индекс: Калинић 22 | Извештај                              | Поени: Пркачин 16 Скокови: Гегић 7 Асистенције: Гњидић 6 Индекс: Пркачин 22 | Арена: Хала Александар Николић Гледалаца: 1.295 Судије: Дамир Јавор, Сашо Петек, Драган Поробић МВП: Никола Калинић (ЦЗВ) |  |

### 11. коло
| 10.12.2021. 11 | Борац                                                                                     | 77–80                                 | ФМП Меридијан                                                              | Чачак |  |
| 20:00          | Четвртине: 29:14, 20:28, 14:21, 14:17                                                     | Четвртине: 29:14, 20:28, 14:21, 14:17 | Четвртине: 29:14, 20:28, 14:21, 14:17                                      | |  |
| Арена спорт    | Поени: Маринковић 17 Скокови: Пецарски, Мариновић 8 Асистенције: Лопез 5 Индекс: Лопез 23 | Извештај                              | Поени: Невелс 23 Скокови: Невелс 10 Асистенције: Џоунс 6 Индекс: Невелс 36 | Арена: Хала Борца крај Мораве Гледалаца: 1.000 Судије: Милан Недовић, Драган Поробић, Иван Стефановић МВП: Герет Невелс (ФМП) |  |

| 11.12.2021. 11 | Крка                                                                                  | 70–71                                 | Црвена звезда мтс                                                                      | Ново Место |  |
| 17:00          | Четвртине: 16:12, 19:15, 24:15, 11:29                                                 | Четвртине: 16:12, 19:15, 24:15, 11:29 | Четвртине: 16:12, 19:15, 24:15, 11:29                                                  | |  |
| Арена спорт    | Поени: Стипчевић 16 Скокови: Шкедељ 6 Асистенције: Шпан, Стипаничев 3 Индекс: Гибс 19 | Извештај                              | Поени: Давидовац 19 Скокови: Давидовац 10 Асистенције: Марковић 4 Индекс: Давидовац 34 | Арена: Спортска дворана Леон Штукељ Гледалаца: 800 Судије: Матеј Болтаузер, Томислав Хордов, Томислав Стапић МВП: Дејан Давидовац (ЦЗВ) |  |

| 11.12.2021. 11 | Партизан НИС                                                                | 89–96                                 | Цедевита Олимпија                                                               | Београд |  |
| 19:00          | Четвртине: 27:26, 22:23, 19:22, 21:25                                       | Четвртине: 27:26, 22:23, 19:22, 21:25 | Четвртине: 27:26, 22:23, 19:22, 21:25                                           | |  |
| Арена спорт    | Поени: Ледеј 17 Скокови: три играча 4 Асистенције: Ледеј 5 Индекс: Ледеј 23 | Извештај                              | Поени: Пулен, Блажич 19 Скокови: Огист 7 Асистенције: Ферел 6 Индекс: Блажич 22 | Арена: Штарк арена Гледалаца: 7.476 Судије: Илија Белошевић, Милош Кољеншић, Милан Недовић МВП: Зак Ледеј (ПАР) |  |

| 11.12.2021. 11 | СЦ Дерби                                                                           | 93–90                                 | Игокеа м:тел                                                              | Подгорица |  |
| 21:00          | Четвртине: 24:24, 26:20, 25:30, 18:16                                              | Четвртине: 24:24, 26:20, 25:30, 18:16 | Четвртине: 24:24, 26:20, 25:30, 18:16                                     | |  |
| Арена спорт    | Поени: Камењаш 26 Скокови: Камењаш 9 Асистенције: Павличевић 11 Индекс: Камењаш 34 | Извештај                              | Поени: Стракс 20 Скокови: Илић 10 Асистенције: Стракс 9 Индекс: Стракс 22 | Арена: Спортски центар Морача Гледалаца: 500 Судије: Миливоје Јовчић, Радош Арсенијевић, Марко Пецељ МВП: Кенан Камењаш (СЦД) |  |

| 12.12.2021. 11 | Мега Моцарт                                                                           | 78–65                                 | Сплит                                                                  | Београд |  |
| 12:00          | Четвртине: 20:12, 15:16, 22:22, 21:15                                                 | Четвртине: 20:12, 15:16, 22:22, 21:15 | Четвртине: 20:12, 15:16, 22:22, 21:15                                  | |  |
| Арена спорт    | Поени: Јовић 25 Скокови: Балцеровски 15 Асистенције: Ђуришић 8 Индекс: Балцеровски 28 | Извештај                              | Поени: Вуко 17 Скокови: Вуко 6 Асистенције: Перковић 3 Индекс: Вуко 15 | Арена: Хала спортова Ранко Жеравица Гледалаца: 300 Судије: Саша Пукл, Марио Мајкић, Нермин Никшић МВП: Александер Балеровски (МЕГ) |  |

| 12.12.2021. 11 | Цибона                                                                            | 73–80                                 | Будућност ВОЛИ                                                   | Загреб |  |
| 19:00          | Четвртине: 15:18, 17:22, 20:19, 21:21                                             | Четвртине: 15:18, 17:22, 20:19, 21:21 | Четвртине: 15:18, 17:22, 20:19, 21:21                            | |  |
| Арена спорт    | Поени: Ројверс 14 Скокови: Бранковић 7 Асистенције: Гњидић 7 Индекс: Бранковић 19 | Извештај                              | Поени: Кобс 18 Скокови: Рид 8 Асистенције: Сили 7 Индекс: Рид 21 | Арена: Кошаркашки центар Дражен Петровић Гледалаца: 1.000 Судије: Урош Николић, Урош Обркнежевић, Јосип Радојковић МВП: Вили Рид (БУД) |  |

| 12.12.2021. 11 | Задар                                                                              | 71–76                                 | Морнар-Барско злато                                                          | Задар |  |
| 21:00          | Четвртине: 13:18, 21:20, 16:16, 21:22                                              | Четвртине: 13:18, 21:20, 16:16, 21:22 | Четвртине: 13:18, 21:20, 16:16, 21:22                                        | |  |
| Арена спорт    | Поени: Томпсон 27 Скокови: Томпсон 12 Асистенције: три играча 4 Индекс: Томпсон 40 | Извештај                              | Поени: Јеремић 18 Скокови: Миковић 6 Асистенције: Гордић 9 Индекс: Гордић 21 | Арена: Дворана Крешимир Ћосић Гледалаца: 300 Судије: Дамир Јавор, Сашо Петек, Едо Јавор МВП: Тревор Томпсон (ЗАД) |  |

### 12. коло
| 14.12.2021. 12 | ФМП Меридијан                                                                       | 93–77                                 | Сплит                                                                         | Београд |  |
| 20:00          | Четвртине: 27:26, 16:24, 26:10, 24:17                                               | Четвртине: 27:26, 16:24, 26:10, 24:17 | Четвртине: 27:26, 16:24, 26:10, 24:17                                         | |  |
| Арена спорт    | Поени: Радоњић 19 Скокови: Невелс, Изунду 7 Асистенције: Џоунс 7 Индекс: Радоњић 23 | Извештај                              | Поени: Бајо 18 Скокови: Бајо 7 Асистенције: Перковић, Барич 6 Индекс: Бајо 19 | Арена: Дворана Железник Гледалаца: 200 Судије: Илија Белошевић, Бојан Круљац, Едо Јавор МВП: Марко Радоњић (ФМП) |  |

| 17.12.2021. 12 | Игокеа м:тел                                                                     | 82–72                                 | Цибона                                                                             | Лакташи |  |
| 18:00          | Четвртине: 15:21, 25:11, 16:22, 26:18                                            | Четвртине: 15:21, 25:11, 16:22, 26:18 | Четвртине: 15:21, 25:11, 16:22, 26:18                                              | |  |
| Арена спорт    | Поени: Стефенс 16 Скокови: Стефенс 15 Асистенције: Робинсон 6 Индекс: Стефенс 27 | Извештај                              | Поени: Дрежњак 17 Скокови: три играча 4 Асистенције: Радовчић 7 Индекс: Дрежњак 20 | Арена: Спортска дворана Лакташи Гледалаца: 400 Судије: Сашо Петек, Марко Јурас, Стефан Ћалић МВП: Дешон Стефенс (ИГО) |  |

| 18.12.2021. 12 | Морнар-Барско злато                                                      | 64–66                                | Партизан НИС                                                                          | Бар |  |
| 17:00          | Четвртине: 16:27, 13:16, 12:6, 23:17                                     | Четвртине: 16:27, 13:16, 12:6, 23:17 | Четвртине: 16:27, 13:16, 12:6, 23:17                                                  | |  |
| Арена спорт    | Поени: Гордић 18 Скокови: Смит 8 Асистенције: Гордић 7 Индекс: Гордић 23 | Извештај                             | Поени: Смаилагић 18 Скокови: Ледеј, Смаилагић 7 Асистенције: Мадар 6 Индекс: Ледеј 18 | Арена: Спортска дворана Тополица Гледалаца: 100 Судије: Саша Пукл, Марио Мајкић, Драган Поробић МВП: Немања Гордић (МОР) |  |

| 18.12.2021. 12 | Цедевита Олимпија                                                            | 88–78                                 | СЦ Дерби                                                                             | Љубљана |  |
| 19:00          | Четвртине: 22:23, 26:16, 24:19, 16:20                                        | Четвртине: 22:23, 26:16, 24:19, 16:20 | Четвртине: 22:23, 26:16, 24:19, 16:20                                                | |  |
| Арена спорт    | Поени: Пулен 20 Скокови: Омић 9 Асистенције: Блажич 8 Индекс: Пулен, Омић 23 | Извештај                              | Поени: Вињалес 21 Скокови: Павлићевић 6 Асистенције: Павлићевић 7 Индекс: Вињалес 23 | Арена: Арена Стожице Гледалаца: 1.000 Судије: Јосип Радојковић, Денис Хаџић, Гордан Терлевић МВП: Кајл Вињалес (СЦД) |  |

| 18.12.2021. 12 | Будућност ВОЛИ                                                                  | 110–64                                | Крка                                                                               | Подгорица |  |
| 21:00          | Четвртине: 30:18, 21:20, 32:15, 27:11                                           | Четвртине: 30:18, 21:20, 32:15, 27:11 | Четвртине: 30:18, 21:20, 32:15, 27:11                                              | |  |
| Арена спорт    | Поени: Сили 21 Скокови: Таролис 10 Асистенције: Кобс, Сили 6 Индекс: Николић 28 | Извештај                              | Поени: Стипчевић 21 Скокови: Томас 6 Асистенције: Стипчевић 6 Индекс: Стипчевић 27 | Арена: Спортски центар Морача Гледалаца: 100 Судије: Томислав Хордов, Лука Кардум, Марко Мустапић МВП: Зоран Николић (БУД) |  |

| 19.12.2021. 12 | Мега Моцарт                                                                  | 70–72                                 | Задар                                                                      | Београд |  |
| 12:00          | Четвртине: 16:24, 16:22, 26:11, 12:15                                        | Четвртине: 16:24, 16:22, 26:11, 12:15 | Четвртине: 16:24, 16:22, 26:11, 12:15                                      | |  |
| Арена спорт    | Поени: Симанић 12 Скокови: Балцеровски 7 Асистенције: Смит 6 Индекс: Смит 18 | Извештај                              | Поени: Картер 25 Скокови: Картер 8 Асистенције: Картер 5 Индекс: Картер 34 | Арена: Хала Спортова Ранко Жеравица Гледалаца: 126 Судије: Дамир Јавор, Милош Кољеншић, Ернад Каровић МВП: Џастин Картер (ЗАД) |  |

| 19.12.2021. 12 | Црвена звезда мтс                                                                      | 109–62                                | Борац                                                                                | Београд |  |
| 18:45          | Четвртине: 28:13, 21:24, 37:15, 23:10                                                  | Четвртине: 28:13, 21:24, 37:15, 23:10 | Четвртине: 28:13, 21:24, 37:15, 23:10                                                | |  |
| Арена спорт    | Поени: Холинс, Ивановић 16 Скокови: Марковић 6 Асистенције: Ивановић 6 Индекс: Вајт 22 | Извештај                              | Поени: Лешић 17 Скокови: Маринковић 6 Асистенције: Санадзе, Лопез 3 Индекс: Лешић 15 | Арена: Хала Александар Николић Гледалаца: 852 Судије: Миливоје Јовчић, Марко Пецељ, Владимир Весковић МВП: Арон Вајт (ЦЗВ) |  |

### 13. коло
| 25.12.2021. 13 | СЦ Дерби                                                                          | 76–95                                 | Морнар-Барско злато                                                                 | Подгорица |  |
| 17:00          | Четвртине: 15:21, 23:20, 21:32, 17:22                                             | Четвртине: 15:21, 23:20, 21:32, 17:22 | Четвртине: 15:21, 23:20, 21:32, 17:22                                               | |  |
| Арена спорт    | Поени: Вињалес 16 Скокови: Камењаш 8 Асистенције: Павлићевић 5 Индекс: Камењаш 16 | Извештај                              | Поени: Михаиловић 26 Скокови: Мићовић 7 Асистенције: Гордић 5 Индекс: Михаиловић 28 | Арена: Спортски центар Морача Гледалаца: 1 Судије: Илија Белошевић, Урош Обркнежевић, Александар Милојевић МВП: Владимир Михаиловић (МОР) |  |

| 26.12.2021. 13 | ФМП Меридијан                                                               | 74–98                                 | Црвена звезда мтс                                                                    | Београд |  |
| 12:00          | Четвртине: 18:20, 19:24, 16:26, 21:28                                       | Четвртине: 18:20, 19:24, 16:26, 21:28 | Четвртине: 18:20, 19:24, 16:26, 21:28                                                | |  |
| Арена спорт    | Поени: Џоунс 17 Скокови: три играча 4 Асистенције: Џоунс 7 Индекс: Џоунс 21 | Извештај                              | Поени: Ивановић 18 Скокови: три играча 4 Асистенције: Ивановић 5 Индекс: Ивановић 29 | Арена: Дворана Железник Гледалаца: 2.000 Судије: Игор Драгојевић, Иван Стефановић, Стефан Ћалић МВП: Никола Ивановић (ЦЗВ) |  |

| 26.12.2021. 13 | Крка                                                                               | 59–72                                | Игокеа м:тел                                                            | Ново Место |  |
| 17:00          | Четвртине: 9:23, 18:19, 20:15, 12:15                                               | Четвртине: 9:23, 18:19, 20:15, 12:15 | Четвртине: 9:23, 18:19, 20:15, 12:15                                    | |  |
| Арена спорт    | Поени: Стипчевић 12 Скокови: Мацура 7 Асистенције: Лапорник 8 Индекс: Стипчевић 21 | Извештај                             | Поени: Волер 11 Скокови: Илић 7 Асистенције: Старкс 6 Индекс: Старкс 13 | Арена: Спортска дворана Леон Штукељ Гледалаца: 600 Судије: Сашо Петек, Крунослав Пеић, Радош Савовић МВП: Рок Стипчевић (КРК) |  |

| 26.12.2021. 13 | Задар                                                                     | 61–59                                 | Сплит                                                                                   | Задар |  |
| 19:00          | Четвртине: 11:10, 19:22, 14:15, 17:12                                     | Четвртине: 11:10, 19:22, 14:15, 17:12 | Четвртине: 11:10, 19:22, 14:15, 17:12                                                   | |  |
| Арена спорт    | Поени: Мавра 19 Скокови: Картер 10 Асистенције: Мавра 5 Индекс: Картер 27 | Извештај                              | Поени: Перковић 20 Скокови: Перковић, Жганец 5 Асистенције: Барич 4 Индекс: Перковић 21 | Арена: Дворана Крешимир Ћосић Гледалаца: 1.500 Судије: Марио Мајкић, Лука Кардум, Марко Мустапић МВП: Џастин Картер (ЗАД) |  |

| 27.12.2021. 13 | Борац                                                                  | 76–82                                 | Будућност ВОЛИ                                                         | Чачак |  |
| 18:00          | Четвртине: 18:13, 20:21, 20:14, 18:34                                  | Четвртине: 18:13, 20:21, 20:14, 18:34 | Четвртине: 18:13, 20:21, 20:14, 18:34                                  | |  |
| Арена спорт    | Поени: Хејл 16 Скокови: Лопез 10 Асистенције: Лопез 8 Индекс: Лопез 18 | Извештај                              | Поени: Сили 20 Скокови: Рид 9 Асистенције: Сили 4 Индекс: Сили, Рид 23 | Арена: Хала Борца крај Мораве Гледалаца: 500 Судије: Урош Николић, Милош Кољеншић, Томислав Стапић МВП: Вили Рид (БУД) |  |

| 28.12.2021. 13 | Цибона                                                                               | 79–82                                 | Цедевита Олимпија                                                      | Загреб |  |
| 19:00          | Четвртине: 19:16, 21:24, 21:18, 18:24                                                | Четвртине: 19:16, 21:24, 21:18, 18:24 | Четвртине: 19:16, 21:24, 21:18, 18:24                                  | |  |
| Арена спорт    | Поени: Бранковић 20 Скокови: Бранковић 9 Асистенције: Вилдоза 4 Индекс: Бранковић 25 | Извештај                              | Поени: Блажич 19 Скокови: Омић 9 Асистенције: Ферел 3 Индекс: Огист 24 | Арена: Кошаркашки центар Дражен Петровић Гледалаца: 800 Судије: Дамир Јавор, Миливоје Јовчић, Томислав Вовк МВП: Данко Бранковић (ЦИБ) |  |

| 20.01.2022. 13 | Партизан НИС                                                                             | 90–93                                 | Мега Моцарт                                                                        | Београд |  |
| 17:00          | Четвртине: 22:26, 24:29, 19:19, 25:19                                                    | Четвртине: 22:26, 24:29, 19:19, 25:19 | Четвртине: 22:26, 24:29, 19:19, 25:19                                              | |  |
| Арена спорт    | Поени: Пантер 24 Скокови: Пантер, Лесор 7 Асистенције: четири играча 3 Индекс: Пантер 24 | Извештај                              | Поени: Руженцев 20 Скокови: Руженцев 7 Асистенције: Церовина 6 Индекс: Руженцев 22 | Арена: Штарк арена Гледалаца: 3.000 Судије: Томислав Хордов, Милош Коњеншић, Бојан Круљац МВП: Кевин Пантер (ПАР) |  |

### 14. коло
| 02.01.2022. 14 | Борац                                                                          | 61–88                                 | Игокеа м:тел                                                                      | Чачак |  |
| 14:30          | Четвртине: 11:21, 17:18, 16:25, 17:24                                          | Четвртине: 11:21, 17:18, 16:25, 17:24 | Четвртине: 11:21, 17:18, 16:25, 17:24                                             | |  |
| Арена спорт    | Поени: Лешић 13 Скокови: Пецарски 5 Асистенције: три играча 3 Индекс: Лешић 17 | Извештај                              | Поени: Волер 16 Скокови: Танасковић 8 Асистенције: Старкс 8 Индекс: Танасковић 18 | Арена: Хала Борца крај Мораве Гледалаца: 1.000 Судије: Јосип Радојковић, Матеј Шпендл, Александар Милојевић МВП: Никола Танасковић (ИГО) |  |

| 02.01.2022. 14 | Крка                                                                                 | 83–90                                 | Цедевита Олимпија                                                                   | Београд |  |
| 17:00          | Четвртине: 20:20, 22:13, 27:28, 14:29                                                | Четвртине: 20:20, 22:13, 27:28, 14:29 | Четвртине: 20:20, 22:13, 27:28, 14:29                                               | |  |
| Арена спорт    | Поени: Томас 21 Скокови: Стипчевић 8 Асистенције: Гибс, Томас 3 Индекс: Стипчевић 21 | Извештај                              | Поени: Огист, Пулен 22 Скокови: Огист 11 Асистенције: три играча 4 Индекс: Огист 31 | Арена: Спортска дворана Леон Штукељ Гледалаца: 700 Судије: Марио Мајкић, Марко Јурас, Нермин Никшић МВП: Зак Огист (ЦОЛ) |  |

| 02.01.2022. 14 | Сплит                                                                  | 62–66                                | Црвена звезда мтс                                                                     | Сплит                                                                                          |  |
| 19:00          | Четвртине: 9:16, 18:18, 15:15, 20:17                                   | Четвртине: 9:16, 18:18, 15:15, 20:17 | Четвртине: 9:16, 18:18, 15:15, 20:17                                                  |                                                                                                |  |
| Арена спорт    | Поени: Шортер 24 Скокови: Бајо 6 Асистенције: Укић 6 Индекс: Шортер 22 | Извештај                             | Поени: Ивановић 11 Скокови: Митровић, Вајт 7 Асистенције: Симоновић 4 Индекс: Вајт 14 | Арена: Спортски центар Грипе Гледалаца: 1.500 Судије: Сашо Петек, Бојан Круљац, Драган Поробић |  |

| 03.01.2022. 14 | Цибона                                                                       | 65–82                                | Морнар-Барско злато                                                           | Загреб |  |
| 14:00          | Четвртине: 19:27, 25:21, 13:18, 8:16                                         | Четвртине: 19:27, 25:21, 13:18, 8:16 | Четвртине: 19:27, 25:21, 13:18, 8:16                                          | |  |
| Арена спорт    | Поени: Гњидић 14 Скокови: Дрежњак 7 Асистенције: Гњидић 4 Индекс: Дрежњак 15 | Извештај                             | Поени: Михаиловић 19 Скокови: Смит 10 Асистенције: Шеховић 4 Индекс: Лазић 23 | Арена: Кошаркашки центар Дражен Петровић Гледалаца: 500 Судије: Томислав Хордов, Игор Драгојевић, Ернад Каровић МВП: Александар Лазић (МОР) |  |

| 03.01.2022. 14 | Партизан НИС                                                                                       | 103–72                                | Задар                                                                        | Београд |  |
| 18:00          | Четвртине: 21:16, 22:16, 27:23, 33:17                                                              | Четвртине: 21:16, 22:16, 27:23, 33:17 | Четвртине: 21:16, 22:16, 27:23, 33:17                                        | |  |
| Арена спорт    | Поени: Загорац, Копривица 17 Скокови: Лесор 8 Асистенције: Аврамовић, Ледеј 5 Индекс: Копривица 24 | Извештај                              | Поени: Буљан 16 Скокови: Бурсаћ 5 Асистенције: Јунаковић 5 Индекс: Картер 15 | Арена: Штарк арена Гледалаца: 5.434 Судије: Миливоје Јовчић, Крунослав Пеић, Радош Арсенијевић МВП: Балша Копривица (ПАР) |  |

| 10.02.2022. 14 | СЦ Дерби                                                                       | 83–62                                 | Мега Моцарт                                                                       | Подгорица |  |
| 20:00          | Четвртине: 22:16, 15:14, 23:22, 23:10                                          | Четвртине: 22:16, 15:14, 23:22, 23:10 | Четвртине: 22:16, 15:14, 23:22, 23:10                                             | |  |
| Арена спорт    | Поени: Маги 17 Скокови: Камењаш 9 Асистенције: Павлићевић 7 Индекс: Камењаш 27 | Извештај                              | Поени: Рудан 21 Скокови: Рудан 6 Асистенције: Јовић, Ускоковић 3 Индекс: Рудан 25 | Арена: Спортски центар Морача Гледалаца: 250 Судије: Јосип Радојковић, Марко Јурас, Драган Поробић МВП: Кенан Камењаш (СЦД) |  |

| 08.04.2022. 14 | ФМП Меридијан                                                           | 77–79                                 | Будућност ВОЛИ                                                                                          | Београд |  |
| 17:00          | Четвртине: 14:19, 20:24, 23:19, 20:17                                   | Четвртине: 14:19, 20:24, 23:19, 20:17 | Четвртине: 14:19, 20:24, 23:19, 20:17                                                                   | |  |
| Арена спорт    | Поени: Џоунс 22 Скокови: Изунду 8 Асистенције: Џоунс 9 Индекс: Џоунс 38 | Извештај                              | Поени: Кобс 12 Скокови: Јагодић Куриџа 10 Асистенције: Кобс, Јагодић Куриџа 4 Индекс: Јагодић Куриџа 26 | Арена: Дворана Железник Гледалаца: 750 Судије: Милан Недовић, Марио Мајкић, Денис Хаџић МВП: Брајс Џоунс (ФМП) |  |

### 15. коло
| 05.01.2022. 15 | Партизан НИС                                                                    | 109–49                               | Сплит                                                                    | Београд |  |
| 18:45          | Четвртине: 17:12, 34:5, 32:21, 26:11                                            | Четвртине: 17:12, 34:5, 32:21, 26:11 | Четвртине: 17:12, 34:5, 32:21, 26:11                                     | |  |
| Арена спорт    | Поени: Глас 19 Скокови: Милетић 10 Асистенције: Глас 5 Индекс: Глас, Милетић 27 | Извештај                             | Поени: Шортер 17 Скокови: Жганец 8 Асистенције: Вуко 3 Индекс: Жганец 17 | Арена: Штарк арена Гледалаца: 4.231 Судије: Игор Драгојевић, Радош Савовић, Томислав Стапић МВП: Душан Милетић (ПАР) |  |

| 09.01.2022. 15 | Мега Моцарт                                                                                 | 93–89                                 | Цибона                                                                       | Београд |  |
| 12:00          | Четвртине: 30:22, 15:22, 19:22, 29:23                                                       | Четвртине: 30:22, 15:22, 19:22, 29:23 | Четвртине: 30:22, 15:22, 19:22, 29:23                                        | |  |
| Арена спорт    | Поени: Матковић 21 Скокови: Церовина, Матковић 4 Асистенције: Ђуришић 7 Индекс: Матковић 22 | Извештај                              | Поени: Вилдоза 21 Скокови: Попић 6 Асистенције: Вилдоза 9 Индекс: Вилдоза 26 | Арена: Хала Мега фактори Гледалаца: 100 Судије: Миливоје Јовчић, Крунослав Пеић, Марко Пецељ МВП: Хосе Вилдоза (ЦИБ) |  |

| 03.02.2022. 15 | Игокеа м:тел                                                                           | 73–61                                 | ФМП Меридијан                                                                            | Лакташи |  |
| 18:00          | Четвртине: 18:12, 16:17, 24:14, 15:18                                                  | Четвртине: 18:12, 16:17, 24:14, 15:18 | Четвртине: 18:12, 16:17, 24:14, 15:18                                                    | |  |
| Арена спорт    | Поени: Робинсон, Стивенс 12 Скокови: Илић 8 Асистенције: Робинсон 5 Индекс: Стивенс 18 | Извештај                              | Поени: Радоњић 14 Скокови: Неранџић 7 Асистенције: Џоунс 5 Индекс: Шарановић, Радоњић 10 | Арена: Спортска дворана Лакташи Гледалаца: 350 Судије: Сашо Петек, Марио Мајкић, Томислав Вовк МВП: Дешон Стивенс (ИГО) |  |

| 16.04.2022. 15 | Цедевита Олимпија                                                              | 83–80                                 | Борац                                                                                      | Љубљана |  |
| 17:00          | Четвртине: 30:24, 19:13, 20:23, 14:20                                          | Четвртине: 30:24, 19:13, 20:23, 14:20 | Четвртине: 30:24, 19:13, 20:23, 14:20                                                      | |  |
| Арена спорт    | Поени: Блажич 20 Скокови: Огаст, Омић 9 Асистенције: Ферел 6 Индекс: Блажич 22 | Извештај                              | Поени: Санадзе 20 Скокови: Хејл, Маринковић 6 Асистенције: Хејл, Ђоковић 4 Индекс: Хејл 22 | Арена: Арена Стожице Гледалаца: 1.500 Судије: Матеј Болтаузер, Радош Арсенијевић, Марко Пецељ МВП: Јака Блажич (ЦОЛ) |  |

| 16.04.2022. 15 | Морнар-Барско злато                                                            | 74–65                                | Крка                                                                           | Бар |  |
| 19:00          | Четвртине: 17:23, 22:22, 24:13, 11:7                                           | Четвртине: 17:23, 22:22, 24:13, 11:7 | Четвртине: 17:23, 22:22, 24:13, 11:7                                           | |  |
| Арена спорт    | Поени: Јеремић 15 Скокови: Лазић 10 Асистенције: Михаиловић 6 Индекс: Лазић 19 | Извештај                             | Поени: Томас 14 Скокови: Мацура 11 Асистенције: Стипчевић 4 Индекс: Стергар 14 | Арена: Спортска дворана Тополица Гледалаца: 850 Судије: Урош Обркнежевић, Томислав Вовк, Радош Савовић МВП: Александар Лазић (МОР) |  |

| 16.04.2022. 15 | Будућност ВОЛИ                                                               | 76–80                                 | Црвена звезда мтс                                                              | Подгорица |  |
| 21:00          | Четвртине: 12:19, 24:27, 23:13, 17:21                                        | Четвртине: 12:19, 24:27, 23:13, 17:21 | Четвртине: 12:19, 24:27, 23:13, 17:21                                          | |  |
| Арена спорт    | Поени: Сили 18 Скокови: Јагодић Куриџа 7 Асистенције: Кобс 9 Индекс: Сили 17 | Извештај                              | Поени: Калинић 18 Скокови: три играча 5 Асистенције: Вајт 6 Индекс: Калинић 25 | Арена: Спортски центар Морача Гледалаца: 5.000 Судије: Урош Николић, Милош Кољеншић, Јосип Радојковић МВП: Никола Калинић (ЦЗВ) |  |

| 18.04.2022. 15 | Задар                                                                               | 71–76                                 | СЦ Дерби                                                                     | Задар |  |
| 18:00          | Четвртине: 18:23, 16:14, 20:25, 17:14                                               | Четвртине: 18:23, 16:14, 20:25, 17:14 | Четвртине: 18:23, 16:14, 20:25, 17:14                                        | |  |
| Арена спорт    | Поени: Картер 16 Скокови: Дрежњак 9 Асистенције: Мавра 4 Индекс: Картер, Дрежњак 16 | Извештај                              | Поени: Маги 26 Скокови: Камењаш 11 Асистенције: Камењаш 6 Индекс: Камењаш 28 | Арена: Дворана Крешимир Ћосић Гледалаца: 1.000 Судије: Урош Обркнежевић, Милан Недовић, Едо Јавор МВП: Кенан Камењаш (СЦД) |  |

### 16. коло
| 15.01.2022. 16 | СЦ Дерби                                                                           | 83–93                                 | Партизан НИС                                                                  | Подгорица |  |
| 19:00          | Четвртине: 24:22, 19:19, 24:20, 16:32                                              | Четвртине: 24:22, 19:19, 24:20, 16:32 | Четвртине: 24:22, 19:19, 24:20, 16:32                                         | |  |
| Арена спорт    | Поени: Камењаш 20 Скокови: Камењаш 12 Асистенције: Павлићевић 8 Индекс: Камењаш 26 | Извештај                              | Поени: Пантер 17 Скокови: Смаилагић 6 Асистенције: Пантер 4 Индекс: Пантер 26 | Арена: Спортски центар Морача Гледалаца: 1 Судије: Томислав Хордов, Јосип Радојковић, Денис Хаџић МВП: Кенан Камењаш (СЦД) |  |

| 22.04.2022. 16 | Крка                                                                                     | 62–79                                 | Мега Моцарт                                                                     | Ново Место |  |
| 17:00          | Четвртине: 10:23, 15:16, 20:20, 17:20                                                    | Четвртине: 10:23, 15:16, 20:20, 17:20 | Четвртине: 10:23, 15:16, 20:20, 17:20                                           | |  |
| Арена спорт    | Поени: Стергар, Мацура 13 Скокови: Стергар 9 Асистенције: Стипчевић 4 Индекс: Стергар 16 | Извештај                              | Поени: Матковић 14 Скокови: Рудан 9 Асистенције: Церовина 6 Индекс: Матковић 23 | Арена: Спортска дворана Леон Штукељ Гледалаца: 150 Судије: Милош Кољеншић, Игор Драгојевић, Нермин Никшић МВП: Карло Матковић (МЕГ) |  |

| 22.04.2022. 16 | Цибона                                                                   | 80–73                                 | Задар                                                                                             | Загреб |  |
| 19:00          | Четвртине: 12:23, 22:22, 21:11, 25:17                                    | Четвртине: 12:23, 22:22, 21:11, 25:17 | Четвртине: 12:23, 22:22, 21:11, 25:17                                                             | |  |
| Арена спорт    | Поени: Гегић 20 Скокови: Пркачин 6 Асистенције: Накић 6 Индекс: Гегић 23 | Извештај                              | Поени: Марчинковић 25 Скокови: Марчинковић, Томпсон 9 Асистенције: Мавра 6 Индекс: Марчинковић 26 | Арена: Кошаркашки центар Дражен Петровић Гледалаца: 500 Судије: Саша Пукл, Ернад Каровић, Радош Савовић МВП: Павле Марчинковић (ЗАД) |  |

| 22.04.2022. 16 | ФМП Меридијан                                                             | 75–77                                 | Цедевита Олимпија                                                                    | Београд |  |
| 21:00          | Четвртине: 23:24, 11:21, 24:15, 17:17                                     | Четвртине: 23:24, 11:21, 24:15, 17:17 | Четвртине: 23:24, 11:21, 24:15, 17:17                                                | |  |
| Арена спорт    | Поени: Џоунс 23 Скокови: Неранџић 7 Асистенције: Џоунс 7 Индекс: Џоунс 28 | Извештај                              | Поени: Огаст 15 Скокови: Еџим, Огаст 6 Асистенције: Пулен, Душчак 3 Индекс: Огаст 20 | Арена: Дворана Железник Гледалаца: 1.782 Судије: Урош Николић, Владимир Весковић, Александар Милојевић МВП: Брајс Џоунс (ФМП) |  |

| 23.04.2022. 16 | Црвена звезда мтс                                                               | 85–66                                                                                               | Игокеа м:тел                                                                    | Београд |  |
| 13:00          | Четвртине: 20:11, 23:22, 20:14, 22:19                                           | Четвртине: 20:11, 23:22, 20:14, 22:19                                                               | Четвртине: 20:11, 23:22, 20:14, 22:19                                           | |  |
| Арена спорт    | Поени: Калинић 16 Скокови: Калинић 5 Асистенције: Ивановић 5 Индекс: Калинић 20 | [ttps://www.aba-liga.com/match/107/21/1/Preview/q1/1/home/crvena-zvezda-mts-igokea-m-tel/ Извештај] | Поени: Волер 16 Скокови: Илић 11 Асистенције: Робинсон 7 Индекс: Волер, Илић 17 | Арена: Хала Александар Николић Гледалаца: 3.745 Судије: Миливоје Јовчић, Бојан Круљац, Гордан Терлевић МВП: Никола Калинић (ЦЗВ) |  |

| 23.04.2022. 16 | Борац Чачак                                                                         | 91–78                                 | Морнар-Барско злато                                                                          | Чачак |  |
| 17:00          | Четвртине: 23:23, 22:25, 15:18, 31:12                                               | Четвртине: 23:23, 22:25, 15:18, 31:12 | Четвртине: 23:23, 22:25, 15:18, 31:12                                                        | |  |
| Арена спорт    | Поени: Пецарски 24 Скокови: три играча 6 Асистенције: Ђоковић 6 Индекс: Пецарски 27 | Извештај                              | Поени: Михаиловић 25 Скокови: Смит, Лазић 10 Асистенције: Михаиловић 6 Индекс: Михаиловић 27 | Арена: Хала Борца крај Мораве Гледалаца: 1.000 Судије: Марио Мајкић, Крунослав Пеић, Стефан Ћалић МВП: Марко Пецарски (БОР) |  |

| 23.04.2022. 16 | Сплит                                                                    | 61–72                                | Будућност ВОЛИ                                                                     | Сплит |  |
| 21:00          | Четвртине: 16:19, 18:16, 19:22, 8:15                                     | Четвртине: 16:19, 18:16, 19:22, 8:15 | Четвртине: 16:19, 18:16, 19:22, 8:15                                               | |  |
| Арена спорт    | Поени: Шортер 16 Скокови: Џонс 8 Асистенције: Шортер 6 Индекс: Шортер 19 | Извештај                             | Поени: Кобс 17 Скокови: Атић, Јагодић Куриџа 8 Асистенције: Кобс 5 Индекс: Кобс 20 | Арена: Спортски центар Грипе Гледалаца: 400 Судије: Сашо Петек, Матеј Шпендл, Едо Јавор МВП: Џастин Кобс (БУД) |  |

### 17. коло
| 21.01.2022. 17 | Задар                                                                         | 78–71                                 | Крка                                                                                   | Задар |  |
| 18:00          | Четвртине: 19:24, 14:13, 29:20, 16:14                                         | Четвртине: 19:24, 14:13, 29:20, 16:14 | Четвртине: 19:24, 14:13, 29:20, 16:14                                                  | |  |
| Арена спорт    | Поени: Томпсон 22 Скокови: Томпсон 9 Асистенције: Картер 7 Индекс: Томпсон 31 | Извештај                              | Поени: Томас 22 Скокови: Стипчевић 11 Асистенције: Томас, Стипчевић 3 Индекс: Томас 24 | Арена: Дворана Крешимир Ћосић Гледалаца: 700 Судије: Илија Белошевић, Миливоје Јовчић, Александар Милојевић МВП: Тревор Томпсон (ЗАД) |  |

| 22.01.2022. 17 | Морнар-Барско злато                                                                     | 82–78                                 | ФМП Меридијан                                                                    | Бар |  |
| 19:00          | Четвртине: 22:20, 23:26, 18:19, 19:13                                                   | Четвртине: 22:20, 23:26, 18:19, 19:13 | Четвртине: 22:20, 23:26, 18:19, 19:13                                            | |  |
| Арена спорт    | Поени: Лазић 19 Скокови: Михаиловић, Шеховић 7 Асистенције: Гордић 7 Индекс: Шеховић 25 | Извештај                              | Поени: Невелс 17 Скокови: Невелс, Тасић 8 Асистенције: Џоунс 8 Индекс: Невелс 18 | Арена: Спортска дворана Тополица Гледалаца: 1 Судије: Јосип Радојковић, Лука Кардум, Марко Мустапић МВП: Сеад Шеховић (МОР) |  |

| 23.01.2022. 17 | Мега Моцарт                                                              | 85–91                                 | Борац                                                                                   | Београд |  |
| 12:00          | Четвртине: 16:23, 21:14, 27:28, 21:26                                    | Четвртине: 16:23, 21:14, 27:28, 21:26 | Четвртине: 16:23, 21:14, 27:28, 21:26                                                   | |  |
| Арена спорт    | Поени: Церовина 17 Скокови: Јовић 7 Асистенције: Смит 4 Индекс: Јовић 19 | Извештај                              | Поени: Хајл 22 Скокови: Пецарски, Лешић 7 Асистенције: Ђоковић, Лопез 4 Индекс: Хајл 22 | Арена: Хала Мега фактори Гледалаца: 260 Судије: Урош Николић, Урош Обркнежевић, Марко Јурас МВП: Хантер Хајл (БОР) |  |

| 23.01.2022. 17 | Игокеа м:тел                                                                   | 79–82                                 | Будућност ВОЛИ                                                   | Лакташи |  |
| 16:30          | Четвртине: 15:19, 22:19, 22:27, 20:17                                          | Четвртине: 15:19, 22:19, 22:27, 20:17 | Четвртине: 15:19, 22:19, 22:27, 20:17                            | |  |
| Арена спорт    | Поени: Робинсон 19 Скокови: Илић 8 Асистенције: Робинсон 6 Индекс: Робинсон 25 | Извештај                              | Поени: Рид 15 Скокови: Рид 9 Асистенције: Кобс 11 Индекс: Рид 24 | Арена: Спортска дворана Лакташи Гледалаца: 850 Судије: Саша Пукл, Милан Недовић, Едо Јавор МВП: Артур Робинсон (ИГО) |  |

| 24.01.2022. 17 | Цедевита Олимпија                                                          | 82–83                                 | Црвена звезда мтс                                                             | Љубљана |  |
| 18:00          | Четвртине: 28:28, 15:15, 21:22, 18:18                                      | Четвртине: 28:28, 15:15, 21:22, 18:18 | Четвртине: 28:28, 15:15, 21:22, 18:18                                         | |  |
| Арена спорт    | Поени: Блажич 21 Скокови: Блажич 11 Асистенције: Ферел 7 Индекс: Блажич 35 | Извештај                              | Поени: Холинс 18 Скокови: Митровић 7 Асистенције: Волтерс 5 Индекс: Холинс 19 | Арена: Арена Стожице Гледалаца: 750 Судије: Томислав Хордов, Игор Драгојевић, Томислав Стапић МВП: Јака Блажич (ЦОЛ) |  |

| 24.01.2022. 17 | СЦ Дерби                                                                                    | 77–70                                 | Сплит                                                                            | Подгорица |  |
| 21:00          | Четвртине: 22:22, 19:18, 17:16, 19:14                                                       | Четвртине: 22:22, 19:18, 17:16, 19:14 | Четвртине: 22:22, 19:18, 17:16, 19:14                                            | |  |
| Арена спорт    | Поени: Хаџибеговић 12 Скокови: Камењаш 11 Асистенције: Павлићевић 7 Индекс: Нил, Камењаш 16 | Извештај                              | Поени: Шортер 15 Скокови: Шортер 11 Асистенције: Укић, Барич 4 Индекс: Шортер 17 | Арена: Спортски центар Морача Гледалаца: 1 Судије: Илија Белошевић, Сашо Петек, Матеј Шпендл МВП: Шенон Шортер (Сплит) |  |

| 15.04.2022. 17 | Партизан НИС                                                                  | 98–77                                 | Цибона                                                                       | Београд |  |
| 19:00          | Четвртине: 27:16, 25:20, 19:21, 27:20                                         | Четвртине: 27:16, 25:20, 19:21, 27:20 | Четвртине: 27:16, 25:20, 19:21, 27:20                                        | |  |
| Арена спорт    | Поени: Мадар 17 Скокови: Ледеј, Лесор 5 Асистенције: Лесор 5 Индекс: Лесор 26 | Извештај                              | Поени: Гегић 14 Скокови: Пркачин 8 Асистенције: Вилдоза 6 Индекс: Пркачин 17 | Арена: Хала Александар Николић Гледалаца: 2.766 Судије: Саша Пукл, Марио Мајкић, Гордан Терлевић МВП: Матијас Лесор (ПАР) |  |

### 18. коло
| 28.01.2022. 18 | Крка                                                                                           | 63–79                                 | Партизан НИС                                                                     | Ново Место |  |
| 17:00          | Четвртине: 11:23, 19:16, 10:17, 23:23                                                          | Четвртине: 11:23, 19:16, 10:17, 23:23 | Четвртине: 11:23, 19:16, 10:17, 23:23                                            | |  |
| Арена спорт    | Поени: Стипчевић 15 Скокови: Лапорник 8 Асистенције: Лапорник 4 Индекс: Стипчевић, Лапорник 17 | Извештај                              | Поени: Копривица 15 Скокови: Смаилагић 9 Асистенције: Мур 3 Индекс: Смаилагић 19 | Арена: Спортска дворана Леон Штукељ Гледалаца: 720 Судије: Денис Хаџић, Бојан Круљац, Гордан Терлевић МВП: Ален Смаилагић (ПАР) |  |

| 28.01.2022. 18 | Сплит                                                                      | 89–77                                 | Игокеа м:тел                                                                | Сплит |  |
| 19:00          | Четвртине: 23:18, 24:18, 16:21, 26:20                                      | Четвртине: 23:18, 24:18, 16:21, 26:20 | Четвртине: 23:18, 24:18, 16:21, 26:20                                       | |  |
| Арена спорт    | Поени: Шортер 28 Скокови: Жганец 5 Асистенције: Шортер 5 Индекс: Шортер 27 | Извештај                              | Поени: Јошило 17 Скокови: Илић 10 Асистенције: Робинсон 6 Индекс: Јошило 22 | Арена: Спортски центар Грипе Гледалаца: 350 Судије: Марко Јурас, Иван Стефановић, Стефан Ћалић МВП: Шенон Шортер (СПЛ) |  |

| 28.01.2022. 18 | Борац                                                                                | 79–730(OT)                                             | Задар                                                                       | Чачак |  |
| 21:00          | Четвртине: 15:15, 23:17, 10:15, 17:18, Продужеци: 14:8                               | Четвртине: 15:15, 23:17, 10:15, 17:18, Продужеци: 14:8 | Четвртине: 15:15, 23:17, 10:15, 17:18, Продужеци: 14:8                      | |  |
| Арена спорт    | Поени: Р. Ђоковић 18 Скокови: Хејл 8 Асистенције: И. Ђоковић 8 Индекс: Р. Ђоковић 20 | Извештај                                               | Поени: Томпсон 17 Скокови: Картер 13 Асистенције: Мавра 6 Индекс: Картер 20 | Арена: Хала Борца крај Мораве Гледалаца: 1.500 Судије: Милош Кољеншић, Марио Мајкић, Радош Савовић МВП: Радован Ђоковић (БОР) |  |

| 29.01.2022. 18 | Цибона                                                                                      | 90–75                                 | СЦ Дерби                                                                   | Загреб |  |
| 12:00          | Четвртине: 24:22, 20:19, 18:17, 28:17                                                       | Четвртине: 24:22, 20:19, 18:17, 28:17 | Четвртине: 24:22, 20:19, 18:17, 28:17                                      | |  |
| Арена спорт    | Поени: Гегић, Вилдоза 18 Скокови: Гегић, Бранковић 5 Асистенције: Гњидић 7 Индекс: Гегић 23 | Извештај                              | Поени: Камењаш 20 Скокови: Камењаш 8 Асистенције: Нил 9 Индекс: Камењаш 23 | Арена: Кошаркашки центар Дражен Петровић Гледалаца: 1.000 Судије: Матеј Болтаузер, Сашо Петек, Владимир Весковић МВП: Амар Гегић (ЦИБ) |  |

| 29.01.2022. 18 | ФМП Меридијан                                                                      | 79–86                                 | Мега Моцарт                                                                   | Београд |  |
| 21:00          | Четвртине: 13:25, 26:18, 15:22, 25:21                                              | Четвртине: 13:25, 26:18, 15:22, 25:21 | Четвртине: 13:25, 26:18, 15:22, 25:21                                         | |  |
| Арена спорт    | Поени: Џоунс 21 Скокови: Радоњић, Изунду 5 Асистенције: Џоунс 5 Индекс: Радоњић 17 | Извештај                              | Поени: Симанић 15 Скокови: Симанић 11 Асистенције: Јовић 6 Индекс: Симанић 20 | Арена: Дворана Железник Гледалаца: 950 Судије: Миливоје Јовчић, Радош Арсенијевић, Марко Пецељ МВП: Бориша Симанић (МЕГ) |  |

| 30.01.2022. 18 | Црвена звезда мтс                                                                    | 81–74                                 | Морнар-Барско злато                                                              | Београд |  |
| 17:00          | Четвртине: 22:19, 19:19, 20:12, 20:24                                                | Четвртине: 22:19, 19:19, 20:12, 20:24 | Четвртине: 22:19, 19:19, 20:12, 20:24                                            | |  |
| Арена спорт    | Поени: Давидовац 18 Скокови: Митровић 8 Асистенције: Ивановић 8 Индекс: Давидовац 24 | Извештај                              | Поени: Михаиловић 26 Скокови: Смит 8 Асистенције: Гордић 7 Индекс: Михаиловић 24 | Арена: Хала Александар Николић Гледалаца: 3.853 Судије: Саша Пукл, Томислав Вовк, Крунослав Пеић МВП: Дејан Давидовац (ЦЗВ) |  |

| 30.01.2022. 18 | Будућност ВОЛИ                                                                         | 93–91                                 | Цедевита Олимпија                                                                    | Подгорица |  |
| 19:00          | Четвртине: 23:22, 28:23, 19:25, 23:21                                                  | Четвртине: 23:22, 28:23, 19:25, 23:21 | Четвртине: 23:22, 28:23, 19:25, 23:21                                                | |  |
| Арена спорт    | Поени: Кобс 17 Скокови: Јагодић-Куриџа 6 Асистенције: Кобс 5 Индекс: Јагодић-Куриџа 17 | Извештај                              | Поени: Драгић 20 Скокови: Еџим, Драгић 6 Асистенције: три играча 3 Индекс: Драгић 34 | Арена: Спортски центар Морача Гледалаца: 1 Судије: Илија Белошевић, Јосип Радојковић, Лука Кардум МВП: Зоран Драгић (ЦОЛ) |  |

### 19. коло
| 04.02.2022. 19 | СЦ Дерби                                                            | 86–76                                | Крка                                                                                  | Подгорица |  |
| 20:00          | Четвртине: 16:32, 26:16, 22:6, 22:22                                | Четвртине: 16:32, 26:16, 22:6, 22:22 | Четвртине: 16:32, 26:16, 22:6, 22:22                                                  | |  |
| Арена спорт    | Поени: Нил 24 Скокови: Камењаш 10 Асистенције: Нил 7 Индекс: Нил 28 | Извештај                             | Поени: Мацура 14 Скокови: Коси, Мацура 6 Асистенције: М. Лапорник 7 Индекс: Мацура 18 | Арена: Спортски центар Морача Гледалаца: 1.150 Судије: Урош Обркнежевић, Иван Стефановић, Стефан Ћалић МВП: Ерик Нил (СЦД) |  |

| 05.02.2022. 19 | Партизан НИС                                                                            | 75–68                                 | Борац                                                                                  | Београд |  |
| 17:00          | Четвртине: 18:17, 13:14, 22:14, 22:23                                                   | Четвртине: 18:17, 13:14, 22:14, 22:23 | Четвртине: 18:17, 13:14, 22:14, 22:23                                                  | |  |
| Арена спорт    | Поени: Аврамовић 20 Скокови: Ледеј 9 Асистенције: Куруцс, Пантер 5 Индекс: Аврамовић 26 | Извештај                              | Поени: Тодоровић 13 Скокови: Пецарски 7 Асистенције: три играча 3 Индекс: Тодоровић 11 | Арена: Хала Александар Николић Гледалаца: 2.713 Судије: Милан Недовић, Јосип Радојковић, Томислав Вовк МВП: Алекса Аврамовић (ПАР) |  |

| 05.02.2022. 19 | Морнар-Барско злато                                                      | 62–73                                | Будућност ВОЛИ                                                                                  | Бар |  |
| 19:00          | Четвртине: 21:14, 21:22, 9:17, 11:20                                     | Четвртине: 21:14, 21:22, 9:17, 11:20 | Четвртине: 21:14, 21:22, 9:17, 11:20                                                            | |  |
| Арена спорт    | Поени: Гордић 14 Скокови: Смит 8 Асистенције: Гордић 8 Индекс: Гордић 22 | Извештај                             | Поени: Поповић, Рид 16 Скокови: четири играча 6 Асистенције: Атић, Поповић 3 Индекс: Поповић 23 | Арена: Спортска дворана Тополица Гледалаца: 500 Судије: Урош Николић, Марко Јурас, Александар Милојевић МВП: Петар Поповић (БУД) |  |

| 06.02.2022. 19 | Задар                                                                                | 83–80                                 | ФМП Меридијан                                                                  | Задар |  |
| 17:00          | Четвртине: 25:18, 24:22, 15:21, 19:19                                                | Четвртине: 25:18, 24:22, 15:21, 19:19 | Четвртине: 25:18, 24:22, 15:21, 19:19                                          | |  |
| Арена спорт    | Поени: Јунаковић 22 Скокови: Томпсон 9 Асистенције: Јунаковић 6 Индекс: Јунаковић 29 | Извештај                              | Поени: Изунду 14 Скокови: три играча 6 Асистенције: Џоунс 6 Индекс: Радоњић 16 | Арена: Дворана Јазине Гледалаца: 800 Судије: Саша Пукл, Радош Савовић, Томислав Стапић МВП: Мартин Јунаковић (ЗАД) |  |

| 06.02.2022. 19 | Цедевита Олимпија                                                        | 80–70                                | Игокеа м:тел                                                           | Љубљана |  |
| 19:00          | Четвртине: 34:13, 24:20, 14:15, 8:22                                     | Четвртине: 34:13, 24:20, 14:15, 8:22 | Четвртине: 34:13, 24:20, 14:15, 8:22                                   | |  |
| Арена спорт    | Поени: Блажич 13 Скокови: Блажич 8 Асистенције: Ферел 6 Индекс: Ферел 19 | Извештај                             | Поени: Илић 29 Скокови: Илић 11 Асистенције: Раданов 7 Индекс: Илић 43 | Арена: Арена Стожице Гледалаца: 750 Судије: Матеј Болтаузер, Милош Кољеншић, Бојан Круљац МВП: Далибор Илић (ИГО) |  |

| 07.02.2022. 19 | Мега Моцарт                                                                        | 69–76                                 | Црвена звезда мтс                                                                     | Београд |  |
| 15:30          | Четвртине: 25:20, 15:25, 12:18, 17:13                                              | Четвртине: 25:20, 15:25, 12:18, 17:13 | Четвртине: 25:20, 15:25, 12:18, 17:13                                                 | |  |
| Арена спорт    | Поени: Матковић 20 Скокови: Симанић 8 Асистенције: Ускоковић 5 Индекс: Матковић 22 | Извештај                              | Поени: Кузмић 17 Скокови: Ивановић, Кузмић 6 Асистенције: Калинић 4 Индекс: Кузмић 21 | Арена: Хала Мега фактори Гледалаца: 600 Судије: Миливоје Јовчић, Денис Хаџић, Марко Мустапић МВП: Карло Матковић (МЕГ) |  |

| 07.02.2022. 19 | Цибона                                                                           | 84–65                                | Сплит                                                                           | Загреб |  |
| 18:00          | Четвртине: 29:8, 23:23, 16:20, 16:14                                             | Четвртине: 29:8, 23:23, 16:20, 16:14 | Четвртине: 29:8, 23:23, 16:20, 16:14                                            | |  |
| Арена спорт    | Поени: Гегић 24 Скокови: Бранковић 11 Асистенције: Гњидић 6 Индекс: Бранковић 25 | Извештај                             | Поени: Шортер 14 Скокови: Руњић, Шортер 8 Асистенције: Руњић 4 Индекс: Руњић 20 | Арена: Кошаркашки центар Дражен Петровић Гледалаца: 400 Судије: Илија Белошевић, Крунослав Пеић, Радош Арсенијевић МВП: Данко Бранковић (ЦИБ) |  |

### 20. коло
| 11.02.2022. 20 | Крка                                                                            | 52–87                                | Цибона                                                                 | Ново Место |  |
| 18:00          | Четвртине: 12:27, 13:26, 18:16, 9:18                                            | Четвртине: 12:27, 13:26, 18:16, 9:18 | Четвртине: 12:27, 13:26, 18:16, 9:18                                   | |  |
| Арена спорт    | Поени: Лапорник 16 Скокови: Шкедељ 10 Асистенције: Шкедељ 2 Индекс: Лапорник 14 | Извештај                             | Поени: Гегић 22 Скокови: Гегић 9 Асистенције: Гегић 6 Индекс: Гегић 30 | Арена: Спортска дворана Леон Штукељ Гледалаца: 500 Судије: Саша Пукл, Александар Милојевић, Стефан Ћалић МВП: Амар Гегић (ЦИБ) |  |

| 11.02.2022. 20 | Сплит                                                                      | 79–83                                 | Цедевита Олимпија                                                      | Сплит |  |
| 20:00          | Четвртине: 21:22, 13:14, 22:21, 23:26                                      | Четвртине: 21:22, 13:14, 22:21, 23:26 | Четвртине: 21:22, 13:14, 22:21, 23:26                                  | |  |
| Арена спорт    | Поени: Шортер 19 Скокови: Жганец 7 Асистенције: Шортер 7 Индекс: Жганец 27 | Извештај                              | Поени: Мурић 17 Скокови: Мурић 9 Асистенције: Пулен 7 Индекс: Мурић 27 | Арена: Спортски центар Грипе Гледалаца: 600 Судије: Сашо Петек, Марко Јурас, Марко Пецељ МВП: Карло Жганец (СПЛ) |  |

| 12.02.2022. 20 | Игокеа м:тел                                                            | 70–57                                 | Морнар-Барско злато                                                                | Лакташи |  |
| 17:00          | Четвртине: 13:10, 18:21, 20:16, 19:10                                   | Четвртине: 13:10, 18:21, 20:16, 19:10 | Четвртине: 13:10, 18:21, 20:16, 19:10                                              | |  |
| Арена спорт    | Поени: Илић 17 Скокови: Илић 18 Асистенције: Робинсон 6 Индекс: Илић 26 | Извештај                              | Поени: Јеремић 21 Скокови: Смит 8 Асистенције: Михаиловић, Смит 3 Индекс: Мозли 18 | Арена: Спортска дворана Лакташи Гледалаца: 900 Судије: Миливоје Јовчић, Денис Хаџић, Гордан Терлевић МВП: Далибор Илић (ИГО) |  |

| 12.02.2022. 20 | ФМП Меридијан                                                             | 80–86                                 | Партизан НИС                                                                   | Београд |  |
| 19:00          | Четвртине: 24:18, 22:22, 16:24, 18:22                                     | Четвртине: 24:18, 22:22, 16:24, 18:22 | Четвртине: 24:18, 22:22, 16:24, 18:22                                          | |  |
| Арена спорт    | Поени: Тасић 16 Скокови: Симовић 6 Асистенције: Џоунс 14 Индекс: Тасић 16 | Извештај                              | Поени: Мур 21 Скокови: Копривица 11 Асистенције: Пантер 4 Индекс: Копривица 21 | Арена: Дворана Железник Гледалаца: 723 Судије: Милош Кољеншић, Урош Обркнежевић, Лука Кардум МВП: Балша Копривица (ПАР) |  |

| 13.02.2022. 20 | Будућност ВОЛИ                                                                            | 86–69                                 | Мега Моцарт                                                                            | Подгорица |  |
| 17:00          | Четвртине: 27:16, 22:21, 23:13, 14:19                                                     | Четвртине: 27:16, 22:21, 23:13, 14:19 | Четвртине: 27:16, 22:21, 23:13, 14:19                                                  | |  |
| Арена спорт    | Поени: Јагодић-Куриџа, Поповић 15 Скокови: Николић 7 Асистенције: Кобс 10 Индекс: Кобс 21 | Извештај                              | Поени: Руженцев 21 Скокови: Матковић 11 Асистенције: Јовић, Смит 5 Индекс: Матковић 25 | Арена: Спортски центар Морача Гледалаца: 550 Судије: Дамир Јавор, Милан Недовић, Крунослав Пеић МВП: Карло Матковић (МЕГ) |  |

| 13.02.2022. 20 | Црвена звезда мтс                                                              | 91–69                                 | Задар                                                                         | Београд |  |
| 19:00          | Четвртине: 26:22, 25:15, 19:16, 21:16                                          | Четвртине: 26:22, 25:15, 19:16, 21:16 | Четвртине: 26:22, 25:15, 19:16, 21:16                                         | |  |
| Арена спорт    | Поени: Добрић 23 Скокови: Ивановић 6 Асистенције: Марковић 6 Индекс: Добрић 23 | Извештај                              | Поени: Јордано 16 Скокови: Вуковић 7 Асистенције: Картер 4 Индекс: Јордано 12 | Арена: Хала Александар Николић Гледалаца: 2.341 Судије: Илија Белошевић, Матеј Шпендл, Едо Јавор МВП: Огњен Добрић (ЦЗВ) |  |

| 14.02.2022. 20 | Борац                                                                     | 89–80                                 | СЦ Дерби                                                                    | Чачак |  |
| 18:00          | Четвртине: 25:18, 13:25, 29:19, 22:18                                     | Четвртине: 25:18, 13:25, 29:19, 22:18 | Четвртине: 25:18, 13:25, 29:19, 22:18                                       | |  |
| Арена спорт    | Поени: Хејл 18 Скокови: Пецарски 6 Асистенције: Ђоковић 7 Индекс: Хејл 19 | Извештај                              | Поени: Нил 18 Скокови: Камењаш 8 Асистенције: Нил, Камењаш 5 Индекс: Нил 22 | Арена: Хала Борца крај Мораве Гледалаца: 1.000 Судије: Дамир Јавор, Бојан Круљац, Марко Мустапић МВП: Ерик Нил (СЦД) |  |

### 21. коло
| 05.03.2022. 21 | Морнар-Барско злато                                                                       | 79–101                                | Цедевита Олимпија                                                               | Бар |  |
| 16:00          | Четвртине: 23:29, 21:19, 19:28, 16:25                                                     | Четвртине: 23:29, 21:19, 19:28, 16:25 | Четвртине: 23:29, 21:19, 19:28, 16:25                                           | |  |
| Арена спорт    | Поени: Живановић 19 Скокови: Смит, Миковић 6 Асистенције: Михаиловић 4 Индекс: Шеховић 23 | Извештај                              | Поени: Пулен, Ферел 17 Скокови: Огаст 8 Асистенције: Блажич 5 Индекс: Драгић 20 | Арена: Спортска дворана Тополица Гледалаца: 1.000 Судије: Урош Николић, Бојан Круљац, Драган Поробић МВП: Сеад Шеховић (МОР) |  |

| 05.03.2022. 21 | Задар                                                                        | 65–63                                 | Будућност ВОЛИ                                                                         | Задар |  |
| 19:00          | Четвртине: 18:21, 13:16, 22:12, 12:14                                        | Четвртине: 18:21, 13:16, 22:12, 12:14 | Четвртине: 18:21, 13:16, 22:12, 12:14                                                  | |  |
| Арена спорт    | Поени: Томпсон 16 Скокови: Томпсон 16 Асистенције: Мавра 7 Индекс: Картер 20 | Извештај                              | Поени: Сили 14 Скокови: Јагодић Куриџа 10 Асистенције: Јагодић Куриџа 4 Индекс: Рид 16 | Арена: Дворана Крешимир Ћосић Гледалаца: 500 Судије: Миливоје Јовчић, Марио Мајкић, Иван Стефановић МВП: Џастин Картер (ЗАД) |  |

| 06.03.2022. 21 | Мега Моцарт                                                                    | 71–81                                 | Игокеа м:тел                                                                     | Београд |  |
| 12:00          | Четвртине: 15:14, 22:18, 13:28, 21:21                                          | Четвртине: 15:14, 22:18, 13:28, 21:21 | Четвртине: 15:14, 22:18, 13:28, 21:21                                            | |  |
| Арена спорт    | Поени: Јовић 22 Скокови: Матковић 12 Асистенције: Ускоковић 7 Индекс: Јовић 23 | Извештај                              | Поени: Волер 17 Скокови: Танасковић 9 Асистенције: Робинсон 8 Индекс: Раданов 17 | Арена: Хала спортова Ранко Жеравица Гледалаца: 200 Судије: Томислав Хордов, Лука Кардум, Томислав Вовк МВП: Никола Јовић (МЕГ) |  |

| 07.03.2022 21 | Цибона                                                                     | 89–74                                 | Борац                                                                                    | Загреб |  |
| 18:00         | Четвртине: 17:19, 30:18, 23:17, 19:20                                      | Четвртине: 17:19, 30:18, 23:17, 19:20 | Четвртине: 17:19, 30:18, 23:17, 19:20                                                    | |  |
| Арена спорт   | Поени: Гегић 22 Скокови: Бранковић 8 Асистенције: Гегић 8 Индекс: Гегић 30 | Извештај                              | Поени: Пецарски 16 Скокови: Лопез, Пецарски 5 Асистенције: Ђоковић 4 Индекс: Пецарски 18 | Арена: Кошаркашки центар Дражен Петровић Гледалаца: 400 Судије: Милош Кољеншић, Игор Драгојевић, Ернад Каровић МВП: Амар Гегић (ЦИБ) |  |

| 06.03.2022. 21 | Партизан НИС                                                                       | 98–84                                 | Црвена звезда мтс                                                                             | Београд |  |
| 18:30          | Четвртине: 28:21, 12:13, 24:29, 34:21                                              | Четвртине: 28:21, 12:13, 24:29, 34:21 | Четвртине: 28:21, 12:13, 24:29, 34:21                                                         | |  |
| Арена спорт    | Поени: Аврамовић 33 Скокови: Лесор 7 Асистенције: Аврамовић 6 Индекс: Аврамовић 32 | Извештај                              | Поени: Давидовац, Холинс 17 Скокови: Давидовац 10 Асистенције: Калинић 6 Индекс: Давидовац 23 | Арена: Хала Александар Николић Гледалаца: 6.884 Судије: Матеј Болтаузер, Јосип Радојковић, Милан Недовић МВП: Алекса Аврамовић (ПАР) |  |

| 06.03.2022. 21 | Крка                                                                             | 87–84                                 | Сплит                                                                            | Ново Место |  |
| 20:30          | Четвртине: 21:24, 25:25, 23:11, 18:24                                            | Четвртине: 21:24, 25:25, 23:11, 18:24 | Четвртине: 21:24, 25:25, 23:11, 18:24                                            | |  |
| Арена спорт    | Поени: Лапорник 25 Скокови: Томас 8 Асистенције: Стипчевић 4 Индекс: Лапорник 27 | Извештај                              | Поени: Перковић, Шортер 18 Скокови: Бајо 7 Асистенције: Укић 5 Индекс: Шортер 24 | Арена: Спортска дворана Леон Штукељ Гледалаца: 250 Судије: Илија Белошевић, Урош Обркнежевић, Владимир Весковић МВП: Миха Лапорник (КРК) |  |

| 07.03.2022. 21 | СЦ Дерби                                                              | 85–76                                 | ФМП Меридијан                                                           | Подгорица |  |
| 17:00          | Четвртине: 24:24, 15:20, 25:12, 21:20                                 | Четвртине: 24:24, 15:20, 25:12, 21:20 | Четвртине: 24:24, 15:20, 25:12, 21:20                                   | |  |
| Арена спорт    | Поени: Нил 21 Скокови: Нил, Илић 6 Асистенције: Нил 13 Индекс: Нил 37 | Извештај                              | Поени: Џоунс 15 Скокови: Изунду 5 Асистенције: Џоунс 8 Индекс: Џоунс 18 | Арена: Спортски центар Морача Гледалаца: 850 Судије: Сашо Петек, Денис Хаџић, Матеј Шпендл МВП: Ерик Нил (СЦД) |  |

### 22. коло
| 11.03.2022. 22 | Игокеа м:тел                                                                      | 79–67                                 | Задар                                                                                     | Лакташи |  |
| 18:00          | Четвртине: 19:23, 18:14, 23:17, 19:13                                             | Четвртине: 19:23, 18:14, 23:17, 19:13 | Четвртине: 19:23, 18:14, 23:17, 19:13                                                     | |  |
| Арена спорт    | Поени: Јошило 17 Скокови: три играча 6 Асистенције: Робинсон 10 Индекс: Јошило 23 | Извештај                              | Поени: Картер, Томпсон 16 Скокови: Томпсон 11 Асистенције: Јунаковић 5 Индекс: Томпсон 25 | Арена: Спортска дворана Лакташи Гледалаца: 600 Судије: Радош Арсенијевић, Александар Милојевић, Марко Пецељ МВП: Тревор Томпсон (ЗАД) |  |

| 11.03.2022. 22 | Сплит                                                                           | 76–67                                 | Морнар-Барско злато                                                               | Сплит |  |
| 20:00          | Четвртине: 23:17, 25:13, 13:14, 15:23                                           | Четвртине: 23:17, 25:13, 13:14, 15:23 | Четвртине: 23:17, 25:13, 13:14, 15:23                                             | |  |
| Арена спорт    | Поени: Џонс 18 Скокови: Жганец 11 Асистенције: Перковић 4 Индекс: три играча 18 | Извештај                              | Поени: Јеремић 20 Скокови: Смит 7 Асистенције: Јеремић 6 Индекс: Јеремић, Смит 25 | Арена: Спортски центар Грипе Гледалаца: 500 Судије: Саша Пукл, Радош Савовић, Едо Јавор МВП: Марко Јеремић (МОР) |  |

| 12.03.2022. 22 | Борац                                                                  | 77–68                                 | Крка                                                                         | Чачак |  |
| 17:00          | Четвртине: 12:15, 13:19, 28:20, 24:14                                  | Четвртине: 12:15, 13:19, 28:20, 24:14 | Четвртине: 12:15, 13:19, 28:20, 24:14                                        | |  |
| Арена спорт    | Поени: Хејл 23 Скокови: Пецарски 6 Асистенције: Хејл 5 Индекс: Хејл 24 | Извештај                              | Поени: Томас 19 Скокови: Стергар 9 Асистенције: Стипчевић 6 Индекс: Томас 17 | Арена: Хала Борца крај Мораве Гледалаца: 1.000 Судије: Марио Мајкић, Иван Стефановић, Нермин Никшић МВП: Хантер Хејл (БОР) |  |

| 13.03.2022. 22 | Цедевита Олимпија                                                     | 92–81                                 | Мега Моцарт                                                                    | Љубљана |  |
| 17:00          | Четвртине: 31:24, 18:17, 17:18, 26:22                                 | Четвртине: 31:24, 18:17, 17:18, 26:22 | Четвртине: 31:24, 18:17, 17:18, 26:22                                          | |  |
| Арена спорт    | Поени: Мурић 16 Скокови: Омић 12 Асистенције: Пулен 6 Индекс: Омић 30 | Извештај                              | Поени: Ђуришић 16 Скокови: Матковић 12 Асистенције: Смит 6 Индекс: Матковић 22 | Арена: Арена Стожице Гледалаца: 2.000 Судије: Илија Белошевић, Милан Недовић, Јосип Радојковић МВП: Ален Омић (ЦОЛ) |  |

| 13.03.2022. 22 | Будућност ВОЛИ                                                          | 72–80                                 | Партизан НИС                                                                | Подгорица |  |
| 19:00          | Четвртине: 13:24, 24:17, 14:17, 21:22                                   | Четвртине: 13:24, 24:17, 14:17, 21:22 | Четвртине: 13:24, 24:17, 14:17, 21:22                                       | |  |
| Арена спорт    | Поени: Пери 16 Скокови: Рид 6 Асистенције: Сили 4 Индекс: Кобс, Пери 17 | Извештај                              | Поени: три играча 13 Скокови: Ледеј 9 Асистенције: Мадар 4 Индекс: Мадар 22 | Арена: Спортски центар Морача Гледалаца: 5.000 Судије: Дамир Јавор, Сашо Петек, Матеј Шпендл МВП: Јам Мадар (ПАР) |  |

| 13.03.2022. 22 | ФМП Меридијан                                                                  | 76–71                                 | Цибона                                                                               | Београд |  |
| 21:00          | Четвртине: 20:22, 16:22, 22:14, 18:15                                          | Четвртине: 20:22, 16:22, 22:14, 18:15 | Четвртине: 20:22, 16:22, 22:14, 18:15                                                | |  |
| Арена спорт    | Поени: Џоунс 15 Скокови: Изунду 8 Асистенције: Џоунс, Тасић 7 Индекс: Џоунс 17 | Извештај                              | Поени: Дрежњак 15 Скокови: Риверс 8 Асистенције: Радовчић, Гњидић 4 Индекс: Гегић 16 | Арена: Дворана Железник Гледалаца: 995 Судије: Томислав Хордов, Марко Јурас, Томислав Стапић МВП: Брајс Џоунс (ФМП) |  |

| 14.03.2022. 22 | Црвена звезда мтс                                                                         | 94–84                                 | СЦ Дерби                                                                   | Београд |  |
| 18:00          | Четвртине: 24:19, 28:24, 17:13, 25:28                                                     | Четвртине: 24:19, 28:24, 17:13, 25:28 | Четвртине: 24:19, 28:24, 17:13, 25:28                                      | |  |
| Арена спорт    | Поени: Калинић 23 Скокови: Митровић 9 Асистенције: Волтерс 5 Индекс: Калинић, Митровић 25 | Извештај                              | Поени: Камењаш 17 Скокови: Камењаш 7 Асистенције: Нил 6 Индекс: Камењаш 26 | Арена: Хала Александар Николић Гледалаца: 1.125 Судије: Урош Николић, Крунослав Пеић, Гордан Терлевић МВП: Кенан Камењаш (СЦД) |  |

### 23. коло
| 19.03.2022. 23 | Задар                                                                            | 77–92                                 | Цедевита Олимпија                                                       | Задар |  |
| 17:00          | Четвртине: 18:25, 16:18, 25:27, 18:22                                            | Четвртине: 18:25, 16:18, 25:27, 18:22 | Четвртине: 18:25, 16:18, 25:27, 18:22                                   | |  |
| Арена спорт    | Поени: Мавра 17 Скокови: Картер 11 Асистенције: Картер, Мавра 6 Индекс: Мавра 25 | Извештај                              | Поени: Пулен 22 Скокови: Огаст 9 Асистенције: Ферел 4 Индекс: Блажич 23 | Арена: Дворана Крешимир Ћосић Гледалаца: 1.500 Судије: Саша Пукл, Томислав Хордов, Стефан Ћалић МВП: Доминик Мавра (ЗАД) |  |

| 19.03.2022. 23 | Партизан НИС                                                             | 83–70                                | Игокеа м:тел                                                                | Београд |  |
| 19:00          | Четвртине: 15:20, 24:8, 26:23, 18:19                                     | Четвртине: 15:20, 24:8, 26:23, 18:19 | Четвртине: 15:20, 24:8, 26:23, 18:19                                        | |  |
| Арена спорт    | Поени: Пантер 20 Скокови: Ледеј 11 Асистенције: Мадар 6 Индекс: Ледеј 30 | Извештај                             | Поени: Волер 19 Скокови: Стефенс 6 Асистенције: Робинсон 8 Индекс: Волер 24 | Арена: Хала Александар Николић Гледалаца: 3.044 Судије: Илија Белошевић, Лука Кардум, Ернад Каровић МВП: Зак Ледеј (ПАР) |  |

| 19.03.2022. 23 | СЦ Дерби                                                                                 | 89–84                                 | Будућност ВОЛИ                                                   | Подгорица |  |
| 21:00          | Четвртине: 20:18, 22:25, 19:20, 28:21                                                    | Четвртине: 20:18, 22:25, 19:20, 28:21 | Четвртине: 20:18, 22:25, 19:20, 28:21                            | |  |
| Арена спорт    | Поени: Камењаш 17 Скокови: Хаџибеговић, Камењаш 7 Асистенције: Меги 5 Индекс: Камењаш 24 | Извештај                              | Поени: Кобс 17 Скокови: Рид 6 Асистенције: Кобс 9 Индекс: Рид 22 | Арена: Спортски центар Морача Гледалаца: 850 Судије: Милош Кољеншић, Игор Драгојевић, Александар Давидов МВП: Кенан Камењаш (СЦ Дерби) |  |

| 20.03.2022. 23 | Мега Моцарт                                                                    | 70–83                                 | Морнар-Барско злато                                                                          | Београд |  |
| 12:00          | Четвртине: 10:27, 23:13, 18:20, 19:23                                          | Четвртине: 10:27, 23:13, 18:20, 19:23 | Четвртине: 10:27, 23:13, 18:20, 19:23                                                        | |  |
| Арена спорт    | Поени: Јовић 19 Скокови: Ускоковић 7 Асистенције: Ускоковић 4 Индекс: Јовић 20 | Извештај                              | Поени: Михаиловић 46 Скокови: Лазић 12 Асистенције: Михаиловић, Смит 6 Индекс: Михаиловић 50 | Арена: Хала спортова Ранко Жеравица Гледалаца: 1.000 Судије: Сашо Петек, Матеј Шпендл, Иван Стефановић МВП: Владимир Михаиловић (МОР) |  |

| 20.03.2022. 23 | Крка                                                                                | 60–93                                 | ФМП Меридијан                                                           | Ново Место |  |
| 17:00          | Четвртине: 13:30, 15:25, 16:19, 16:19                                               | Четвртине: 13:30, 15:25, 16:19, 16:19 | Четвртине: 13:30, 15:25, 16:19, 16:19                                   | |  |
| Арена спорт    | Поени: Стипчевић 15 Скокови: Мацура 6 Асистенције: Стипчевић 4 Индекс: Стипчевић 16 | Извештај                              | Поени: Џоунс 19 Скокови: Изунду 9 Асистенције: Џоунс 8 Индекс: Џоунс 32 | Арена: Спортска дворана Леон Штукељ Гледалаца: 400 Судије: Урош Николић, Едо Јавор, Марко Мустапић МВП: Брајс Џоунс (ФМП) |  |

| 20.03.2022. 23 | Борац                                                                    | 59–64                                 | Сплит                                                                                    | Чачак |  |
| 19:00          | Четвртине: 18:18, 15:13, 12:19, 14:14                                    | Четвртине: 18:18, 15:13, 12:19, 14:14 | Четвртине: 18:18, 15:13, 12:19, 14:14                                                    | |  |
| Арена спорт    | Поени: Лопез 13 Скокови: Лопез 9 Асистенције: Санадзе 3 Индекс: Лопез 25 | Извештај                              | Поени: Перковић 16 Скокови: Жганец, Ковачевич 13 Асистенције: Барич 10 Индекс: Жганец 27 | Арена: Хала Борца крај Мораве Гледалаца: 1.000 Судије: Миливоје Јовчић, Милан Недовић, Томислав Вовк МВП: Карло Жганец (СПЛ) |  |

| 21.03.2022. 23 | Цибона                                                                 | 74–78                                 | Црвена звезда мтс                                                                          | Загреб |  |
| 18:00          | Четвртине: 12:20, 20:18, 24:16, 18:24                                  | Четвртине: 12:20, 20:18, 24:16, 18:24 | Четвртине: 12:20, 20:18, 24:16, 18:24                                                      | |  |
| Арена спорт    | Поени: Гегић 19 Скокови: Гегић 7 Асистенције: Гегић 5 Индекс: Гегић 24 | Извештај                              | Поени: Калинић, Добрић 14 Скокови: Митровић 10 Асистенције: Марковић 5 Индекс: Митровић 21 | Арена: Кошаркашки центар Дражен Петровић Гледалаца: 2.500 Судије: Урош Обркнежевић, Марио Мајкић, Денис Хаџић МВП: Амар Гегић (ЦИБ) |  |

### 24. коло
| 26.03.2022. 24 | Игокеа м:тел                                                                   | 83–67                                 | СЦ Дерби                                                                   | Лакташи |  |
| 17:00          | Четвртине: 23:15, 13:20, 27:13, 20:19                                          | Четвртине: 23:15, 13:20, 27:13, 20:19 | Четвртине: 23:15, 13:20, 27:13, 20:19                                      | |  |
| Арена спорт    | Поени: Стивенс 19 Скокови: Илић 13 Асистенције: три играча 5 Индекс: Јошило 24 | Извештај                              | Поени: Камењаш 20 Скокови: Камењаш 9 Асистенције: Нил 6 Индекс: Камењаш 30 | Арена: Спортска дворана Лакташи Гледалаца: 500 Судије: Урош Обркнежевић, Радош Арсенијевић, Владимир Весковић МВП: Кенан Камењаш (СЦД) |  |

| 26.03.2022. 24 | ФМП Меридијан                                                              | 90–82                                 | Борац                                                                             | Београд |  |
| 19:00          | Четвртине: 19:25, 18:20, 25:14, 28:13                                      | Четвртине: 19:25, 18:20, 25:14, 28:13 | Четвртине: 19:25, 18:20, 25:14, 28:13                                             | |  |
| Арена спорт    | Поени: Симовић 23 Скокови: Симовић 8 Асистенције: Џоунс 7 Индекс: Тасић 34 | Извештај                              | Поени: Новаковић 25 Скокови: Пецарски 7 Асистенције: Лопез 5 Индекс: Новаковић 26 | Арена: Дворана Железник Гледалаца: 623 Судије: Илија Белошевић, Радош Савовић, Александар Милојевић МВП: Данило Тасић (ФМП) |  |

| 27.03.2022. 24 | Цедевита Олимпија                                                         | 81–79                                 | Партизан НИС                                                                | Љубљана |  |
| 17:00          | Четвртине: 22:23, 21:23, 18:21, 20:12                                     | Четвртине: 22:23, 21:23, 18:21, 20:12 | Четвртине: 22:23, 21:23, 18:21, 20:12                                       | |  |
| Арена спорт    | Поени: Блажич 25 Скокови: Драгић 6 Асистенције: Ферел 4 Индекс: Блажич 30 | Извештај                              | Поени: Аврамовић 21 Скокови: Лесор 7 Асистенције: Мадар 4 Индекс: Пантер 15 | Арена: Дворана Тиволи Гледалаца: 4.500 Судије: Урош Николић, Милош Кољеншић, Сашо Петек МВП: Јака Блажич (ЦОЛ) |  |

| 27.03.2022. 24 | Морнар-Барско злато                                                                        | 86–84                                 | Задар                                                                                           | Бар |  |
| 19:05          | Четвртине: 31:15, 21:23, 15:17, 19:29                                                      | Четвртине: 31:15, 21:23, 15:17, 19:29 | Четвртине: 31:15, 21:23, 15:17, 19:29                                                           | |  |
| Арена спорт    | Поени: Михаиловић 29 Скокови: Михаиловић 5 Асистенције: Михаиловић 9 Индекс: Михаиловић 38 | Извештај                              | Поени: Јунаковић, Томпсон 19 Скокови: Картер, Томпсон 7 Асистенције: Мавра 6 Индекс: Томпсон 22 | Арена: Спортска дворана Тополица Гледалаца: 700 Судије: Марко Јурас, Драган Поробић, Томислав Стапић МВП: Владимир Михаиловић (МОР) |  |

| 27.03.2022. 24 | Будућност ВОЛИ                                                                     | 90–65                                 | Цибона                                                                          | Подгорица |  |
| 21:05          | Четвртине: 27:14, 21:18, 20:17, 22:16                                              | Четвртине: 27:14, 21:18, 20:17, 22:16 | Четвртине: 27:14, 21:18, 20:17, 22:16                                           | |  |
| Арена спорт    | Поени: Пери 18 Скокови: Атић, Јагодић Куриџа 6 Асистенције: Пери 6 Индекс: Пери 24 | Извештај                              | Поени: Дрежњак 16 Скокови: Дрежњак 9 Асистенције: Радовчић 6 Индекс: Дрежњак 24 | Арена: Спортски центар Морача Гледалаца: 1.560 Судије: Саша Пукл, Миливоје Јовчић, Нермин Никшић МВП: Кендрик Пери (БУД) |  |

| 28.03.2022. 24 | Црвена звезда мтс                                                                  | 76–56                                | Крка                                                                                | Београд |  |
| 18:00          | Четвртине: 18:15, 27:9, 19:14, 12:18                                               | Четвртине: 18:15, 27:9, 19:14, 12:18 | Четвртине: 18:15, 27:9, 19:14, 12:18                                                | |  |
| Арена спорт    | Поени: Волтерс, Кузмић 9 Скокови: Кузмић 11 Асистенције: Топић 5 Индекс: Кузмић 16 | Извештај                             | Поени: Стипчевић 17 Скокови: Шкедељ 8 Асистенције: Стипчевић 3 Индекс: Стипчевић 22 | Арена: Хала Александар Николић Гледалаца: 1.128 Судије: Томислав Хордов, Игор Драгојевић, Бранимир Галић МВП: Рок Стипчевић (КРК) |  |

| 31.03.2022. 24 | Сплит                                                                                | 81–80                                 | Мега Моцарт                                                                 | Сплит |  |
| 18:00          | Четвртине: 25:27, 13:16, 21:12, 22:25                                                | Четвртине: 25:27, 13:16, 21:12, 22:25 | Четвртине: 25:27, 13:16, 21:12, 22:25                                       | |  |
| Арена спорт    | Поени: Перковић 21 Скокови: Јукић 9 Асистенције: Жганец, Барич 4 Индекс: Перковић 20 | Извештај                              | Поени: Симанић 30 Скокови: Матковић 8 Асистенције: Смит 13 Индекс: Јовић 25 | Арена: Спортски центар Грипе Гледалаца: 1.250 Судије: Лука Кардум, Едо Јавор, Стефан Ћалић МВП: Никола Јовић (МЕГ) |  |

### 25. коло
| 01.04.2022. 25 | Цибона                                                                                  | 77–82                                 | Игокеа м:тел                                                                    | Загреб |  |
| 18:00          | Четвртине: 15:16, 21:25, 20:15, 21:26                                                   | Четвртине: 15:16, 21:25, 20:15, 21:26 | Четвртине: 15:16, 21:25, 20:15, 21:26                                           | |  |
| Арена спорт    | Поени: Риверс, Накић 13 Скокови: Бранковић 12 Асистенције: Гегић 5 Индекс: Бранковић 20 | Извештај                              | Поени: Стивенс 21 Скокови: Стивенс 7 Асистенције: Робинсон 9 Индекс: Стивенс 30 | Арена: Кошаркашки центар Дражен Петровић Гледалаца: 250 Судије: Сашо Петек, Лука Кардум, Томислав Стапић МВП: Дешон Стивенс (ИГО) |  |

| 02.04.2022. 25 | Крка                                                                               | 72–84                                 | Будућност ВОЛИ                                                           | Ново Место |  |
| 17:00          | Четвртине: 13:24, 17:25, 14:20, 28:15                                              | Четвртине: 13:24, 17:25, 14:20, 28:15 | Четвртине: 13:24, 17:25, 14:20, 28:15                                    | |  |
| Арена спорт    | Поени: Стипчевић 13 Скокови: Шкедељ 10 Асистенције: Стергар 4 Индекс: Стипчевић 15 | Извештај                              | Поени: Атић 15 Скокови: Николић 9 Асистенције: Кобс 7 Индекс: Николић 22 | Арена: Спортска дворана Леон Штукељ Гледалаца: 400 Судије: Јосип Радојковић, Бојан Круљац, Гордан Терлевић МВП: Зоран Николић (БУД) |  |

| 02.04.2022. 25 | Сплит                                                                       | 85–900(OT)                                              | ФМП Меридијан                                                           | Сплит |  |
| 19:00          | Четвртине: 18:20, 21:18, 13:14, 22:22, Продужеци: 11:16                     | Четвртине: 18:20, 21:18, 13:14, 22:22, Продужеци: 11:16 | Четвртине: 18:20, 21:18, 13:14, 22:22, Продужеци: 11:16                 | |  |
| Арена спорт    | Поени: Шортер 22 Скокови: Шортер 11 Асистенције: Шортер 5 Индекс: Шортер 28 | Извештај                                                | Поени: Џоунс 23 Скокови: Изунду 9 Асистенције: Џоунс 9 Индекс: Џоунс 28 | Арена: Спортска дворана Грипе Гледалаца: 2.000 Судије: Матеј Болтаузер, Милан Недовић, Матеј Шпендл МВП: Брајс Џоунс (ФМП) |  |

| 02.04.2022. 25 | Партизан НИС                                                                | 95–83                                 | Морнар-Барско злато                                                                   | Београд |  |
| 21:00          | Четвртине: 23:11, 20:19, 24:27, 28:26                                       | Четвртине: 23:11, 20:19, 24:27, 28:26 | Четвртине: 23:11, 20:19, 24:27, 28:26                                                 | |  |
| Арена спорт    | Поени: Ледеј 24 Скокови: Копривица 11 Асистенције: Ледеј 5 Индекс: Ледеј 34 | Извештај                              | Поени: Михаиловић 25 Скокови: Мозли 7 Асистенције: три играча 4 Индекс: Михаиловић 30 | Арена: Хала Александар Николић Гледалаца: 3.606 Судије: Игор Драгојевић, Александар Милојевић, Нермин Никшић МВП: Зак Ледеј (ПАР) |  |

| 03.04.2022. 25 | СЦ Дерби                                                                                 | 80–88                                 | Цедевита Олимпија                                                           | Загреб |  |
| 19:00          | Четвртине: 19:21, 31:22, 17:24, 13:21                                                    | Четвртине: 19:21, 31:22, 17:24, 13:21 | Четвртине: 19:21, 31:22, 17:24, 13:21                                       | |  |
| Арена спорт    | Поени: четири играча 12 Скокови: Камењаш 12 Асистенције: Павлићевић 7 Индекс: Камењаш 21 | Извештај                              | Поени: Пулен 19 Скокови: Омић 9 Асистенције: Ферел 5 Индекс: Ферел, Омић 18 | Арена: Кошаркашки центар Дражен Петровић Гледалаца: 350 Судије: Илија Белошевић, Миливоје Јовчић, Марко Мустапић МВП: Кенан Камењаш (СЦД) |  |

| 04.04.2022. 25 | Задар                                                                                  | 81–85                                 | Мега Моцарт                                                                       | Задар |  |
| 18:00          | Четвртине: 21:18, 22:22, 11:20, 27:25                                                  | Четвртине: 21:18, 22:22, 11:20, 27:25 | Четвртине: 21:18, 22:22, 11:20, 27:25                                             | |  |
| Арена спорт    | Поени: Дрежњак 20 Скокови: Вуковић 11 Асистенције: Вуковић, Мавра 3 Индекс: Дрежњак 18 | Извештај                              | Поени: Симанић 21 Скокови: Церовина 7 Асистенције: Церовина 5 Индекс: Церовина 23 | Арена: Дворана Крешимир Ћосић Гледалаца: 300 Судије: Дамир Јавор, Милош Кољеншић, Марио Мајкић МВП: Лука Церовина (МЕГ) |  |

| 20.04.2022. 25 | Борац                                                                            | 54–66                                 | Црвена звезда мтс                                                           | Чачак |  |
| 19:00          | Четвртине: 13:15, 15:19, 14:10, 12:22                                            | Четвртине: 13:15, 15:19, 14:10, 12:22 | Четвртине: 13:15, 15:19, 14:10, 12:22                                       | |  |
| Арена спорт    | Поени: Пецарски 14 Скокови: Маринковић 8 Асистенције: Хејл 3 Индекс: Пецарски 19 | Извештај                              | Поени: Холинс 16 Скокови: Кузмић 10 Асистенције: Ивановић 4 Индекс: Вајт 22 | Арена: Хала Борца крај Мораве Гледалаца: 2.000 Судије: Игор Драгојевић, Марко Пецељ, Владимир Весковић МВП: Арон Вајт (ЦЗВ) |  |

### 26. коло
| 08.04.2022. 26 | Сплит                                                                          | 80–92                                 | Задар                                                                          | Сплит |  |
| 20:00          | Четвртине: 18:17, 23:20, 17:23, 22:32                                          | Четвртине: 18:17, 23:20, 17:23, 22:32 | Четвртине: 18:17, 23:20, 17:23, 22:32                                          | |  |
| Арена спорт    | Поени: Ковачевич 24 Скокови: Шортер 14 Асистенције: Шортер 9 Индекс: Шортер 28 | Извештај                              | Поени: Картер 15 Скокови: Томпсон 6 Асистенције: Мавра 11 Индекс: Јунаковић 19 | Арена: Спортски центар Грипе Гледалаца: 3.200 Судије: Саша Пукл, Сашо Петек, Крунослав Пеић МВП: Шенон Шортер (СПЛ) |  |

| 09.04.2022. 26 | Морнар-Барско злато                                                                          | 82–88                                | СЦ Дерби                                                                          | Бар |  |
| 19:00          | Четвртине: 13:29, 16:25, 32:26, 21:8                                                         | Четвртине: 13:29, 16:25, 32:26, 21:8 | Четвртине: 13:29, 16:25, 32:26, 21:8                                              | |  |
| Арена спорт    | Поени: Михаиловић, Јеремић 23 Скокови: Мозли 16 Асистенције: Михаиловић 5 Индекс: Јеремић 23 | Извештај                             | Поени: Камењаш 25 Скокови: Илић, Камењаш 10 Асистенције: Нил 9 Индекс: Камењаш 31 | Арена: Спортска дворана Тополица Гледалаца: 1.200 Судије: Јосип Радојковић, Иван Стефановић, Марко Пецељ МВП: Кенан Камењаш (СЦД) |  |

| 10.04.2022. 26 | Мега Моцарт                                                               | 68–97                                | Партизан НИС                                                                        | Београд |  |
| 12:00          | Четвртине: 24:26, 8:26, 16:20, 20:25                                      | Четвртине: 24:26, 8:26, 16:20, 20:25 | Четвртине: 24:26, 8:26, 16:20, 20:25                                                | |  |
| Арена спорт    | Поени: Симанић 19 Скокови: Јовић 5 Асистенције: Смит 6 Индекс: Симанић 18 | Извештај                             | Поени: Пантер 16 Скокови: Лесор 8 Асистенције: Аврамовић 6 Индекс: Пантер, Мадар 20 | Арена: Хала Мега фактори Гледалаца: 1.500 Судије: Матеј Болтаузер, Томислав Хордов, Томислав Вовк МВП: Кевин Пантер (ПАР) |  |

| 10.04.2022. 26 | Игокеа м:тел                                                           | 108–81                                | Крка                                                                                      | Лакташи |  |
| 17:00          | Четвртине: 27:22, 30:19, 28:18, 23:22                                  | Четвртине: 27:22, 30:19, 28:18, 23:22 | Четвртине: 27:22, 30:19, 28:18, 23:22                                                     | |  |
| Арена спорт    | Поени: Илић 31 Скокови: Илић 9 Асистенције: Робинсон 8 Индекс: Илић 49 | Извештај                              | Поени: Ставров 25 Скокови: Лапорник 6 Асистенције: Стипчевић, Шкедељ 3 Индекс: Ставров 17 | Арена: Спортска дворана Лакташи Гледалаца: 650 Судије: Милош Кољеншић, Игор Драгојевић, Радош Савовић МВП: Далибор Илић (ИГО) |  |

| 10.04.2022. 26 | Цедевита Олимпија                                                       | 80–84                                 | Цибона                                                                             | Љубљана |  |
| 19:00          | Четвртине: 29:22, 25:17, 15:22, 11:23                                   | Четвртине: 29:22, 25:17, 15:22, 11:23 | Четвртине: 29:22, 25:17, 15:22, 11:23                                              | |  |
| Арена спорт    | Поени: Драгић 21 Скокови: Мурић 9 Асистенције: Омић 4 Индекс: Драгић 30 | Извештај                              | Поени: Бранковић 20 Скокови: Вилдоза 9 Асистенције: Вилдоза 5 Индекс: Бранковић 20 | Арена: Арена Стожице Гледалаца: 2.000 Судије: Саша Пукл, Радош Арсенијевић, Марко Мустапић МВП: Зоран Драгић (ЦОЛ) |  |

| 11.04.2022. 26 | Црвена звезда мтс                                                                   | 90–82                                 | ФМП Меридијан                                                                    | Београд |  |
| 18:00          | Четвртине: 21:25, 30:25, 24:12, 20:25                                               | Четвртине: 21:25, 30:25, 24:12, 20:25 | Четвртине: 21:25, 30:25, 24:12, 20:25                                            | |  |
| Арена спорт    | Поени: Митровић 17 Скокови: Митровић 10 Асистенције: Марковић 5 Индекс: Митровић 30 | Извештај                              | Поени: Изунду 23 Скокови: Изунду 9 Асистенције: Џоунс 7 Индекс: Џоунс, Изунду 23 | Арена: Хала Александар Николић Гледалаца: 1.023 Судије: Урош Обркнежевић, Александар Милојевић, Милош Хаџић МВП: Лука Митровић (ЦЗВ) |  |

| 11.04.2022. 26 | Будућност ВОЛИ                                                                                 | 97–73                                 | Борац                                                                         | Подгорица |  |
| 21:00          | Четвртине: 21:17, 22:21, 26:22, 28:13                                                          | Четвртине: 21:17, 22:21, 26:22, 28:13 | Четвртине: 21:17, 22:21, 26:22, 28:13                                         | |  |
| Арена спорт    | Поени: Сили 18 Скокови: Д. Николић, З. Николић 6 Асистенције: Сили 5 Индекс: Јагодић Куриџа 24 | Извештај                              | Поени: Пецарски 14 Скокови: три играча 4 Асистенције: Лопез 6 Индекс: Хејл 15 | Арена: Спортски центар Морача Гледалаца: 550 Судије: Илија Белошевић, Лука Кардум, Ернад Каровић МВП: Марко Јагодић Куриџа (БУД) |  |

## Статистика

### Рекорди
| Категорија                        | Клуб 1                                 | Резултат             | Клуб 2                     | Вредност    | Датум                            |
| --------------------------------- | -------------------------------------- | -------------------- | -------------------------- | ----------- | -------------------------------- |
| Највећа победа домаћина           | Партизан НИС                           | 109−49               | Сплит                      | +60         | 5.1.2022.                        |
| Највећа победа госта              | Крка                                   | 52−87                | Цибона                     | +35         | 11.2.2022.                       |
| Највише кошева на једној утакмици | ФМП Меридијан                          | 104−99               | СЦ Дерби                   | 203         | 12.11.2021.                      |
| Најмање кошева на једној утакмици | Задар                                  | 61−59                | Сплит                      | 120         | 26.12.2021.                      |
| Највећа посета                    | Партизан НИС                           | 75−66                | Будућност ВОЛИ             | 8.944       | 20.11.2021.                      |
| Најмања посета                    | -                                      | -                    | -                          | 1           | званично на осам мечева          |
| Највише кошева домаћина           | Будућност ВОЛИ                         | 110−64               | Крка                       | 110         | 18.12.2021.                      |
| Највише кошева госта              | Сплит Игокеа м:тел Морнар Барско злато | 94−101 83−101 79−101 | СЦ Дерби Цедевита Олимпија | 101 101 101 | 17.10.2021 30.10.2021 05.03.2022 |
| Најмање кошева домаћина           | Крка                                   | 52−87                | Цибона                     | 52          | 11.2.2022.                       |
| Најмање кошева госта              | Партизан НИС                           | 92−45                | Крка                       | 45          | 23.10.2021.                      |

- Ажурирано: 14. март 2022.
- Извор: АБА лига

### Статистички најбољи играчи
Ажурирано 12. април 2022.
| Категорија                 | Играч          | Тим                 | Укупно поена | Одиграно мечева | Просечно поена |
| -------------------------- | -------------- | ------------------- | ------------ | --------------- | -------------- |
| Индексни поени             | Кенан Камењаш  | СЦ Дерби            | 519          | 25              | 20.76          |
| Поени                      | Кајл Вињалес   |                     | 213          | 12              | 17.75          |
| Скокови                    | Кенан Камењаш  | СЦ Дерби            | 208          | 25              | 8.32           |
| Асистенције                | Ерик Нил       | СЦ Дерби            | 68           | 10              | 6.8            |
| Украдене лопте             | Шенон Шортер   | Сплит               | 22           | 13              | 1.69           |
| Блокаде                    | Нејт Ројверс   | Цибона              | 38           | 22              | 1.73           |
| Изгубљене лопте            | Ерик Нил       | СЦ Дерби            | 38           | 10              | 3.8            |
| Изнуђене личне грешке      | Ерик Нил       | СЦ Дерби            | 57           | 10              | 5.7            |
| Начињене личне грешке      | Хасан Френч    |                     | 43           | 12              | 3.58           |
| Погођена слободна бацања   | Сеад Шеховић   | Морнар-Барско злато | 1.3          | 20              | 100.0          |
| Погођени шутеви за 2 поена | Тејлор Смит    | Морнар-Барско злато | 3.7          | 23              | 71.43          |
| Погођени шутеви за 3 поена | Тревор Томпсон | Задар               | 0.8          | 15              | 54.55          |

### Поени
| Бр. | Играч               | Клуб                | %     |
| --- | ------------------- | ------------------- | ----- |
| 1.  | Кајл Вињалес        |                     | 17.75 |
| 2.  | Шенон Шортер        | Сплит               | 17.08 |
| 3.  | Владимир Михаиловић | Морнар-Барско злато | 16.57 |
| 4.  | Брајс Џоунс         | ФМП Меридијан       | 15.68 |
| 3.  | Рок Стипчевић       | Крка                | 15.42 |

| Бр. | Играч         | Клуб          | %    |
| --- | ------------- | ------------- | ---- |
| 1.  | Ерик Нил      | СЦ Дерби      | 6.8  |
| 2.  | Брајс Џоунс   | ФМП Меридијан | 6.68 |
| 3.  | Скучи Смит    | Мега Моцарт   | 5.68 |
| 4.  | Маркел Старкс |               | 5.64 |
| 5.  | Кајл Вињалес  |               | 5.25 |

### Скокови
| Бр. | Играч          | Клуб              | %    |
| --- | -------------- | ----------------- | ---- |
| 1.  | Кенан Камењаш  | СЦ Дерби          | 8.32 |
| 2.  | Далибор Илић   | Игокеа м:тел      | 7.14 |
| 3.  | Тревор Томпсон | Задар             | 6.73 |
| 4.  | Вили Рид       | Будућност ВОЛИ    | 6.56 |
| 5.  | Зак Огаст      | Цедевита Олимпија | 6.46 |

| Бр. | Играч         | Клуб           | %     |
| --- | ------------- | -------------- | ----- |
| 1.  | Кенан Камењаш | СЦ Дерби       | 20.76 |
| 2.  | Брајс Џоунс   | ФМП Меридијан  | 19.32 |
| 3.  | Џастин Картер | Задар          | 17.88 |
| 4.  | Вили Рид      | Будућност ВОЛИ | 17.81 |
| 5.  | Шенон Шортер  | Сплит          | 17.54 |

### Најкориснији играчи кола
| Коло | Играч                   | Екипа               | Индекс |
| ---- | ----------------------- | ------------------- | ------ |
| 1.   | Никола Ивановић         | Црвена звезда МТС   | 35     |
| 2.   | Нејтан Ројверс          | Цибона              | 36     |
| 3.   | Сава Лешић              | Борац Чачак         | 28     |
| 4.   | Кајл Виналес            | СЦ Дерби            | 43     |
| 5.   | Јам Мадар               | Партизан НИС        | 32     |
| 6.   | Дарко Бајо              | Сплит               | 41     |
| 7.   | Карло Матковић          | Мега Моцарт         | 40     |
| 8.   | Данило Тасић            | ФМП Меридијан       | 37     |
| 9.   | Гарет Невелс            | ФМП Меридијан       | 34     |
| 10.  | Марко Пецарски          | Борац Чачак         | 35     |
| 11.  | Гарет Невелс (2)        | ФМП Меридијан       | 36     |
| 12.  | Џастин Картер           | Задар               | 34     |
| 13.  | Никола Ивановић (2)     | Црвена звезда МТС   | 29     |
| 14.  | Зек Огаст               | Цедевита Олимпија   | 31     |
| 15.  | Кенан Камењаш           | СЦ Дерби            | 28     |
| 16.  | Марко Пецарски (2)      | Борац Чачак         | 27     |
| 17.  | Тревор Томпсон          | Задар               | 31     |
| 18.  | Шенон Шортер            | Сплит               | 27     |
| 19.  | Мартин Јунаковић        | Задар               | 29     |
| 20.  | Амар Гегић              | Цибона              | 30     |
| 21.  | Ерик Нил                | СЦ Дерби            | 37     |
| 22.  | Ален Омић               | Цедевита Олимпија   | 30     |
| 23.  | Владимир Михаиловић     | Морнар-Барско злато | 50     |
| 24.  | Владимир Михаиловић (2) | Морнар-Барско злато | 38     |
| 25.  | Зак Ледеј               | Партизан НИС        | 34     |
| 26.  | Далибор Илић            | Игокеа м:тел        | 49     |

### Најкориснији играчи месеца
| Месец    | Играч        | Екипа             |
| -------- | ------------ | ----------------- |
| Октобар  | Брајс Џоунс  | ФМП               |
| Новембар | Далибор Илић | Игокеа м:тел      |
| Децембар | Џастин Кобс  | Будућност ВОЛИ    |
| Јануар   | Вили Рид     | Будућност ВОЛИ    |
| Фебруар  | Амар Гегић   | Цибона            |
| Март     | Јака Блажич  | Цедевита Олимпија |
| Април    |              |                   |

## Посећеност утакмица
Ажурирано 24. април 2022.
Подаци се односе само на утакмице које су клубови играли као домаћини.
| Поз. | Клуб                | Утакмица | Укупна посета | Најбоља посета | Најлошија посета | Просечна посета |
| ---- | ------------------- | -------- | ------------- | -------------- | ---------------- | --------------- |
| 1    | Партизан НИС        | 13       | 61.939        | 8.944          | 2.713            | 4.764           |
| 2    | Црвена звезда мтс   | 13       | 35.680        | 7.187          | 852              | 2.744           |
| 3    | Цедевита Олимпија   | 13       | 21.000        | 4.500          | 750              | 1.615           |
| 4    | Борац Чачак         | 13       | 14.000        | 2.000          | 500              | 1.076           |
| 5    | Будућност ВОЛИ      | 13       | 13.662        | 5.000          | 1                | 1.050           |
| 6    | Сплит               | 13       | 12.550        | 3.200          | 300              | 965             |
| 7    | ФМП Меридијан       | 13       | 11.761        | 2.000          | 200              | 904             |
| 8    | Цибона              | 13       | 10.500        | 2.500          | 250              | 807             |
| 9    | Игокеа м:тел        | 13       | 10.370        | 2.500          | 350              | 797             |
| 10   | Морнар-Барско злато | 13       | 8.851         | 1.200          | 1                | 680             |
| 11   | Задар               | 13       | 8.101         | 1.500          | 1                | 623             |
| 12   | Мега Моцарт         | 13       | 6.406         | 1.500          | 70               | 492             |
| 13   | Крка                | 13       | 6.020         | 800            | 150              | 463             |
| 14   | СЦ Дерби            | 13       | 3.895         | 1.150          | 1                | 324             |
|      | Укупно              | 182      | 225.915       | 8.944          | 1                | 1.241           |

## Клубови АБА лиге у европским такмичењима
|   | Екипа               | Такмичење          | Домет                   | Поб. | Пор. |
| - | ------------------- | ------------------ | ----------------------- | ---- | ---- |
| 1 | Црвена звезда МТС   | Евролига           | 11. место - групна фаза | 12   | 16   |
| 2 | Будућност ВОЛИ      | Еврокуп            | осмина финала           | 10   | 9    |
| 3 | Цедевита Олимпија   | Еврокуп            | четвртфинале            | 12   | 7    |
| 4 | Партизан НИС        | Еврокуп            | осмина финала           | 12   | 5    |
| 5 | Игокеа м:тел        | ФИБА Лига шампиона | плеј-ин                 | 4    | 5    |
| 6 | Сплит               | ФИБА Лига шампиона | квалификације           | 1    | 1    |
| 7 | Морнар Барско злато | ФИБА Лига шампиона | квалификације           | 0    | 1    |
| 7 | Морнар Барско злато | ФИБА Куп Европе    | групна фаза             | 2    | 4    |

## Списак судија
| 1. Србија - Александар Милојевић - Драган Матић - Душан Седлар - Илија Белошевић - Иван Стефановић - Марко Јурас - Марко Пецељ - Марко Стрика - Миливоје Јовчић - Милош Хаџић - Радош Арсенијевић - Стефан Ћалић - Урош Обркнежевић - Урош Николић - Владимир Весковић 2. Хрватска - Бојан Круљац - Борис Хартман - Бранимир Галић - Денис Хаџић - Гордан Терлевић - Хрвоје Мухвић - Јосип Радојковић - Крунослав Пеић - Лука Кардум - Марко Станковић - Марко Мустапић - Матео Павичић - Томислав Хордов - Томислав Вовк | 3. Словенија - Дамир Јавор - Дамјан Гајшек - Едо Јавор - Марио Мајкић - Матеј Болтаузер - Матеј Шпендл - Миха Мауер - Милан Недовић - Рок Мисон - Саша Пукл - Сашо Петек 4. Црна Гора - Игор Драгојевић - Игор Јањушевић - Милош Кољеншић - Миодраг Лакићевић - Радош Савовић - Војислав Лепетић - Зоран Радуловић 5. Босна и Херцеговина - Ернад Каровић - Нермин Никшић - Драган Поробић - Томислав Стапић - Владимир Марић 6. Македонија - Александар Давидов - Боро Антовски - Владимир Крстевски |  |